# 1981
Het jaar 1981 is een jaartal volgens de christelijke jaartelling.

## Gebeurtenissen
januari
- 1 – Griekenland wordt het tiende volwaardige lid van de Europese Gemeenschap.
- 4 – De beruchte Yorkshire Ripper (Peter Sutcliffe) wordt opgepakt. Hij zou sinds oktober 1975 dertien vrouwen op gruwelijke wijze om het leven hebben gebracht.
- 5 – Eerste uitzending van het Nederlandse jeugdjournaal.
- 10 – In El Salvador begint het Front Farabundo Martí voor Nationale Bevrijding (FMLN) een groot offensief in het kader van de Salvadoraanse Burgeroorlog. De regering roept de staat van beleg uit.
- 16 – Ondanks waarschuwingen van de Volksrepubliek China laat de Nederlandse regering levering van twee duikboten aan Taiwan toe, ook als de Tweede Kamer zich drie weken later ertegen uitspreekt. China reageert met bekoeling van de economische betrekkingen, maar tot een echte breuk komt het niet.
- 16 – In Karachi wint de Nederlandse hockeyploeg voor het eerst de Champions Trophy.
- 20 – Ronald Reagan wordt beëdigd als de 40e Amerikaanse president.
- 20 – De gegijzelde personeelsleden van de Amerikaanse ambassade in Teheran (Iran) worden na 444 dagen vrijgelaten. Ze worden via Algiers en Wiesbaden teruggevlogen naar de VS.
- 27 – Een scheepsramp met een passagiersschip in de Javazee eist 443 doden. Op 27 januari breekt brand uit in het ruim waarin auto's staan, waarna het schip zinkt.
- 30 – De dagboeken van Anne Frank blijken door haar vader Otto Frank op kritische passages ernstig te zijn ingekort voordat ze na de Tweede Wereldoorlog werden gepubliceerd.

februari
- 19 – De Amerikaanse president Ronald Reagan presenteert zijn economische programma, waarin de inkomstenbelasting met circa 30 procent omlaag gaat, terwijl op de overheidsuitgaven – op defensie na – drastisch wordt bezuinigd.
- 21 – Een bomaanslag verwoest het gebouw van de Amerikaanse propaganda-zenders van Radio Free Europe/Radio Liberty in München. Acht mensen raken zwaargewond. In maart vinden nog meer aanslagen op instellingen van het Amerikaanse leger in West-Duitsland plaats; in Gießen en in Frankfurt am Main.
- 23 – Mislukte staatsgreep van kolonel Antonio Tejero in Spanje.
- 23 – In Nijmegen komt het tot hevige rellen tijdens en na de ontruiming van een aantal gekraakte woningen in de Piersonstraat. De woningen moeten plaatsmaken voor een omstreden parkeergarage, die er uiteindelijk niet komt.
- 23 – De Amsterdamse rederij KNSM gaat op in de Koninklijke Nedlloyd.
- 26 – De Franse hogesnelheidstrein TGV haalt tijdens een testrit een topsnelheid van 318 km/h.
- 28 – Jan Raas wint in België de officieuze openingsrit van het wielerseizoen, de Omloop Het Volk.

maart
- 6 – In de rechtbank in de Duitse stad Lübeck schiet Marianne Bachmeier de vermoedelijke moordenaar van haar zevenjarige dochtertje dood.
- 15 – Mislukte couppoging in Suriname door Wilfred Hawker, een van de 16 sergeanten die een jaar eerder de macht grepen tijdens de Sergeantencoup.
- 17 – In Polen beginnen gezamenlijke oefeningen van de strijdkrachten van het Warschaupact. In het Westen ziet men er intimidatie van de vrije vakbond Solidarność in.
- 21 – De Belgische wielrenner Alfons De Wolf zegeviert in de eerste klassieker van het wielerseizoen, Milaan-San Remo.
- 22 – HGC uit Wassenaar schrijft geschiedenis bij zijn 75-jarig bestaan door als eerste hockeyclub bij zowel de mannen (in 1973) als de vrouwen (1981) uit te komen in de hoogste afdeling van de Nederlandse hockeycompetitie, de hoofdklasse.
- 26 – De voormalige Britse minister van buitenlandse zaken David Owen en drie andere politici die de Labour-partij de rug hebben toegekeerd, richten de Social Democratic Party (SDP) op. De partij moet gaan fungeren als alternatief voor de conservatieven en de socialisten.
- 30 – De pas geïnstalleerde nieuwe Amerikaanse president Ronald Reagan wordt in Washington D.C. door de 25-jarige student John Hinckley Jr. neergeschoten en raakt zwaargewond. De woordvoerder van de president, James Brady, raakt zwaargewond en zal verlamd blijven. De aanslagpleger wordt geestesziek bevonden en opgenomen in een psychiatrische inrichting.

april
- 1 – De Zwitserse Psalm wordt officieel aangenomen als het volkslied van Zwitserland.
- 2 – Bernard Hinault zegeviert in de Amstel Gold Race.
- 2 – In de Libanese hoofdstad Beiroet breken de zwaarste gevechten uit sinds 1978. Ze gaan tussen Syrische troepen en rechtse christelijke milities.
- 3 – In de hoofdzakelijk door Albanezen bewoonde Joegoslavische provincie Kosovo wordt de noodtoestand uitgeroepen. De Albanezen strijden al geruime tijd voor autonomie, die de centrale regering evenwel niet bereid is te verlenen.
- 3 – Rowdy Gaines scherpt in Austin het wereldrecord op de 100 meter vrije slag aan tot 49,36. Het oude record (49,44) stond sinds 14 augustus 1976 op naam van zijn Amerikaanse landgenoot en collega-zwemmer Jonty Skinner.
- 5 – Hennie Kuiper wint de Ronde van Vlaanderen.
- 6 – Mark Eyskens treedt aan als nieuwe Belgische regeringsleider, nadat een week eerder Wilfried Martens is gevallen over de loonindexering. De regeerploeg is nagenoeg dezelfde en zal tot de verkiezingen van november aanblijven. Dan formeert Martens zijn vijfde kabinet.
- 8 – Jan Raas is de snelste in de semi-wielerklassieker Gent-Wevelgem.
- 9 – In Irak worden de sjiieten Ayatollah Muhammad Baqir al-Sadr en zijn zuster gearresteerd en vermoord. Het Baathregime verdenkt hen van geheime contacten met de vijand Iran.
- 12 – Het ruimteveer Columbia is de eerste Spaceshuttle die in een baan rond de aarde vliegt.
- 12 – Bij de terugkeer op het hoogste niveau, het wereldkampioenschap ijshockey voor A-landen in Zweden, verliest de Nederlandse ploeg met 10-1 van de latere kampioen Sovjet-Unie.
- 12 – Tien dagen na zijn zege in de Amstel Gold Race wint Bernard Hinault de wielerklassieker Parijs-Roubaix.
- 12 – De achtbaan Python in de Efteling wordt in gebruik genomen. Het is de eerste stap in de overgang van het sprookjespark naar een attractiepark.
- 16 – Het gevangen Rote Armee Fraktion-lid Sigurd Debus overlijdt in een ziekenhuis in Hamburg aan de gevolgen van zijn hongerstaking tegen de omstandigheden van zijn gevangenschap. Rellen en aanslagen in diverse Duitse steden zijn het gevolg. Anderzijds beëindigen 25 mede-hongerstakers hun actie.
- 19 – Josef Fuchs wint de wielerklassieker Luik-Bastenaken-Luik.
- 25 – Bij het wereldkampioenschap ijshockey in Zweden degradeert de herintredende Nederlandse ijshockeyploeg naar de B-poule na een nederlaag in het afsluitende duel van de verliezersgroep tegen West-Duitsland: 12-6.
- 29 – Bij verkiezingen in Zuid-Afrika – waarbij alleen blanken stemgerechtigd zijn – handhaaft de Nasionale Party zijn leidende rol, ondanks stemmenverlies. De regering verklaart te zullen vasthouden aan de politiek van apartheid.

mei
- 1 – De Verenigde Staten verbreken de diplomatieke betrekkingen met Libië.
- 1 – Japan verplicht zich 'vrijwillig' om de export van auto's naar de VS te beperken. Een overeenkomstige wens van de Europese Gemeenschap wordt in juni gehonoreerd.
- 3 – In de eredivisie behaalt AZ'67 voor de eerste maal in de historie het landskampioenschap door Feyenoord in de Kuip met 5-1 te verslaan. Het is voor het eerst sinds 1964 (DWS) dat een club buiten de traditionele top 3 de titel opeist.
- 4 – De Vlaamse Militanten Orde wordt door de rechter verboden wegens geweld en vandalisme.
- 5 – In Britse gevangenschap overlijdt de IRA-activist Bobby Sands, na een hongerstaking van 66 dagen. Tot begin augustus sterven nog acht hongerstakende IRA-leden. De gevreesde geweldsexplosie in Noord-Ierland blijft evenwel uit.
- 10 – Frankrijk kiest voor het eerst sinds de Tweede Wereldoorlog een socialist tot president: François Mitterrand. Bij de parlementsverkiezingen van 21 juni weten de socialisten samen met de links-liberalen de absolute meerderheid te behalen. Premier Pierre Mauroy neemt ook vier communistische ministers op in zijn kabinet.
- 10 – Giovanni Battaglin wint de wielerronde in zijn vaderland, de Ronde van Italië.
- 13 – Aanslag op Paus Johannes Paulus II door de Turk Mehmet Ali Ağca, die op 22 juli tot een levenslange gevangenisstraf wordt veroordeeld. Later zal de paus hem opzoeken in zijn cel en hem vergeving schenken.
- 20 – Een commissie van de Wereldgezondheidsorganisatie (WHO) doet de aanbeveling om in de derde wereld de reclame voor kunstmatige babyvoeding te verbieden.
- 22 – FC Utrecht speelt de laatste voetbalwedstrijd in het oude stadion Galgenwaard. Supporters nemen 'souvenirs' mee naar huis en slopen daarvoor het halve stadion.
- 22 – Moordenaar Peter Sutcliffe, alias de Yorkshire Ripper wordt in het Verenigd Koninkrijk tot levenslang veroordeeld voor dertien moorden.
- 25 – Een stuntman beklimt langs de buitenmuur de 110 verdiepingen hoge Willis Tower in Chicago. Het beklimmen van gebouwen wordt mode.
- 26 – Bij de verkiezingen voor de Nederlandse Tweede Kamer verliest de regeringscoalitie CDA/VVD van Dries van Agt haar meerderheid. De formatie van een nieuwe regering duurt ruim 15 weken. Het kabinet-Van Agt II is een wankele CDA/PvdA/D66-coalitie. Op 16 oktober ontstaat een regeringscrisis, die nog kan worden gelijmd, waarna de regeringsverklaring pas op 16 november afkomt.
- 28 – AZ'67 wint de KNVB Beker door in het Olympisch Stadion Ajax met 3-1 te verslaan. Hiermee veroveren de Alkmaarders voor het eerst de dubbel.
- 30 – De president van Bangladesh, Ziaur Rahman, wordt in de stad Chittagong vermoord door opstandige militairen.
- 31 – De twee laatste delen van de Schiphollijn worden officieel geopend: Schiphol-Leiden en Amsterdam Zuid-Amsterdam RAI. De treinen gaan rijden op 1 juni.

juni
- 5 – Dr. Michael Gottlieb beschrijft een nieuwe, mysterieuze ziekte: aids.
- 7 – Israëlische vliegtuigen bombarderen de Iraakse kernreactor Osirak.
- 11 – De stad Golbaf in Iran wordt met de grond gelijk gemaakt door een aardbeving met een kracht van 6,8. Er vallen meer dan duizend doden.
- 22 – Nadat het Iraanse parlement president Abolhasan Bani-Sadr, die geen dictatuur van de geestelijkheid wil, uit zijn ambt heeft gezet, wordt een arrestatiebevel tegen hem uitgevaardigd. Bani-Sadr duikt onder en ziet kans naar Frankrijk te vluchten.
- 28 – Tijdens een vergadering van de Islamitisch-Revolutionaire partijtop in Teheran ontploft een bom, ten gevolge waarvan 78 doden vallen. Onder hen ayatollah Behesthi, de tweede man van het land, lid van de waarnemende presidentiële raad en hoofd van het Opperste Revolutionaire Gerechtshof, alsmede vier ministers.
- 28 – De 45ste naoorlogse regering in Italië wordt voor het eerst geleid door een politicus die geen lid is van de DC, de christendemocratische partij. Premier Giovanni Spadolini behoort tot de kleinere republikeinse coalitiepartij PRI.

juli
- 1 – In Nijmegen wordt voetbalclub N.E.C. opgericht, als afsplitsing van SC NEC.
- 1 – De Chinese partijvoorzitter Hua Guofeng moet aftreden en wordt opgevolgd door Hu Yaobang, een aanhanger van Deng Xiaoping – de sterke man op de achtergrond.
- 4 – De straatgevechten tussen extreem rechtse blanken en gekleurde jongeren in Londen komen tot een voorlopig hoogtepunt. Twee nachten later worden in Liverpool hele straten verwoest. Tot in augustus heeft de politie de handen vol aan rellen in vele Britse steden.
- 6 – John McEnroe lost Björn Borg voor de derde keer af als nummer één op de wereldranglijst der tennisprofessionals, ditmaal na 46 weken, maar de Amerikaan moet die positie opnieuw (na twee weken) weer afstaan aan de Zweed.
- 7 – Een vliegtuig op zonne-energie steekt Het Kanaal over.
- 8 – De literatuurwetenschapper Umberto Eco krijgt voor zijn roman 'De naam van de roos' de Italiaanse literaire Strega-prijs. Dit is het begin van een triomftocht door de hele literaire wereld.
- 19 – Bernard Hinault wint de Ronde van Frankrijk.
- 26 – De IWC, de internationale walvisvaartcommissie, legt vanuit Londen de vangst vrijwel geheel aan banden, om de verschillende bedreigde soorten voor uitsterven te behoeden.
- 28 – De provincie Kerman in Iran wordt getroffen door een aardbeving met een kracht van 7,3 op de schaal van Richter. Tussen de 4.000 en 8.000 mensen komen om.
- 29 – Prins Charles trouwt met Lady Diana Spencer.
- 31 – De sterke man van Panama, brigade-generaal van de Nationale Garde Omar Torijos, komt op 52-jarige leeftijd om het leven bij een vliegtuigongeluk.

augustus
- 1 – Het New Yorkse kabeltelevisiestation MTV begint 24 uur per dag muziek uit te zenden en schept zo de behoefte aan videoclips bij grammofoonplaten.
- 3 – John McEnroe lost Björn Borg voor de vierde keer af als nummer één op de wereldranglijst der tennisprofessionals, en blijft ditmaal 58 weken aan de leiding.
- 8 – De Amerikaanse president Ronald Reagan beslist dat de neutronenbom geproduceerd zal worden. Zijn voorganger Jimmy Carter had de ontwikkeling van dit wapen eerder stopgezet. Het verrassende besluit roept wereldwijd protesten op.
- 10 – Vijf dagen lang blokkeren binnenvaartschippers de Nederlandse waterwegen om een betere regeling voor de vrachtverdeling af te dwingen. Politie en marine bestrijden de chaos met harde hand en de schippers moeten hun actie staken zonder dat resultaat is geboekt.
- 19 – Twee Amerikaanse jachtvliegers van het vliegdekschip Nimitz schieten twee Libische militaire vliegtuigen neer op een 60-tal zeemijlen uit de kust van Libië.
- 25 – Na de Voyager 1 bereikt nu de Voyager 2 ruimtesonde de planeet Saturnus.
- 25 – Zuid-Afrikaanse troepen dringen vanuit Namibië het zuiden van Angola binnen, in een aanval op bases van de Namibische bevrijdingsbeweging SWAPO. Er wordt hevig gevochten met Angolese legereenheden.
- 25 – Presentatie van de Sony Mavica, het begin van de digitale fotografie.
- 27 – Uit Amerika komt het bericht dat het oplosmiddel formaldehyde kankerverwekkend is – bij dieren is dat bewezen, bij mensen geldt hoogstwaarschijnlijk hetzelfde.
- 30 – Bij een bomaanslag op een regeringsgebouw in Teheran worden zeven mensen gedood, onder wie de Iraanse president Ali Mohammed Rajai en zijn premier Mohammed Javad Bahonar. Bij een vliegtuigongeluk op 30 september komt de volledige militaire top van Iran om het leven.

september
- 10 – De Poolse vakbond Solidariteit eist tijdens een congres in Gdańsk vrije algemene verkiezingen, arbeiderszelfstandigheid in de bedrijven en gelijke rechten voor iedereen. De arbeiders in andere Oost-Europese landen worden opgeroepen ook vrije vakbonden op te richten. Vooral dat laatste wordt door de Sovjet-Unie als een provocatie betiteld.
- 10 – Het is 44 jaar geleden dat het schilderij 'Guernica' werd gemaakt door Pablo Picasso en nu komt het uit de VS naar Spanje terug. Het zal voortaan te zien zijn in het 'Casón del Buen Retro' in Madrid. Het werkt beeldt het bombardement uit dat vliegtuigen van het Duitse Legioen Condor tijdens de Spaanse Burgeroorlog uitvoerden op de Noord-Spaanse stad Guernica.
- 19 – Meer dan een kwart miljoen mensen demonstreren in Washington tegen de economische en sociale politiek van president Reagan.
- – De manier waarop Iran zich teweerstelt tegen oppositie en andersdenkenden wordt steeds drastischer: alleen al op 19 en 20 september worden in totaal 185 mensen geëxecuteerd.
- 21 – In België biedt de Regering-M. Eyskens I haar ontslag aan, vanwege problemen in de coalitie. Na verkiezingen op 8 november duurt het nog meer dan vijf weken voordat Wilfried Martens op 17 december zijn vijfde kabinet kan voorstellen, een coalitie van CVP, PSC, PVV en PRL.
- 21 – Het vroegere Brits-Honduras, de laatste Britse kolonie op het vasteland van Amerika, wordt onafhankelijk onder de naam Belize. Het aangrenzende Guatemala doet echter aanspraken op het grootste deel van het land.
- 22 – In Frankrijk wordt de TGV, op dat moment de snelste trein ter wereld, officieel in gebruik gesteld door president François Mitterrand.
- 27 – Ruim 1300 Vlamingen fietsen door de omgeving van Brussel. Dit wettelijk Nederlandstalig gebied dreigt te verfransen. De actie wordt als De Gordel een jaarlijkse traditie.
- 27 – De eerste reguliere inzet van de TGV op de Ligne à Grande Vitesse (LGV) Sud-Est tussen Parijs en Lyon. Op deze eerste lijn halen de TGV's snelheden tot 270 kilometer per uur.

oktober
- 1 – Het Nederlands Verbond van Vakverenigingen, NVV, en het Nederlands Katholiek Vakverbond, NKV, gaan volledig op in de Federatie Nederlandse Vakbeweging (FNV).
- 2 – Voor het onvoorstelbare bedrag van 165 miljard dollar, aldus kondigt president Reagan aan, zullen de Verenigde Staten hun strategische strijdkrachten gaan moderniseren.
- 6 – De Egyptische president Anwar al-Sadat komt om bij een aanslag door tegenstanders van zijn verzoeningspolitiek met Israël.
- 6 – NLM Cityhopper-vlucht 431 stort neer in zwaar onweer bij Moerdijk. Er vallen 18 doden.
- 6 – In Zuid-Holland wordt het Gouwe-aquaduct geopend. Het moet voor een betere doorstroming van de Rijksweg 12 (A12) zorgen.
- 9 – In Frankrijk wordt de doodstraf afgeschaft.
- 10 – In Bonn demonstreren 300.000 mensen tegen de bewapening en de Amerikaanse atoomraketten die in Europa zullen worden geplaatst. Het is de grootste vredesdemonstratie die ooit in West-Duitsland werd gehouden. Ook in andere landen komen de mensen in nooit eerder vertoonde aantallen de straat op; op 19 oktober 200.000 demonstranten in Brussel, op 15 november 500.000 in Madrid en op 21 november bijna 400.000 in Amsterdam.
- 14 – In Noorwegen komt een einde aan 53 jaar sociaaldemocratisch bestuur. Gro Harlem Brundtland wordt opgevolgd door de conservatieve premier Kåre Willoch, die aan het hoofd van een minderheidsregering staat.
- 16 – De militaire regering van Turkije heft alle politieke partijen op en arresteert een groot aantal politici.
- 18 – De leider van de Poolse communistische partij, Stanisław Kania, wordt na scherpe kritiek in het Centraal Comité weggestemd. Zijn opvolger is generaal Wojciech Jaruzelski, tevens minister-president. Voor het eerst staat daarmee een beroepsmilitair aan het hoofd van de partij.
- 18 – In Griekenland wint PASOK, de Pan-Hellenistische Socialistische Partij van Andreas Papandreou, de parlementsverkiezingen.
- 20 – Bij een synagoge in het Antwerpse Diamantkwartier ontploft een autobom. Er vallen drie doden en zestig gewonden, en de aangerichte schade is enorm. De volgende dag houden duizenden mensen een stille tocht tegen de terreur.
- 28 – Een Russische onderzeeër strandt in een verboden militaire zone voor de marinehaven Karlskrona in het zuiden van Zweden. De Zweedse autoriteiten protesteren krachtig tegen de schending van de kustwateren en geven het schip pas op 6 november vrij.

november
- 1 – Antigua en Barbuda worden onafhankelijk.
- 9 – Berichten over het 'Waldsterben', het afsterven van de bossen, verwekken in West-Duitsland grote ongerustheid. In de bossen zou de helft van alle bomen ziek zijn door luchtvervuiling en verzuring van de bodem. Het verschijnsel wordt vervolgens in heel Europa geconstateerd.
- 21 – Na een serie zeer massale demonstraties in verschillende Europese hoofdsteden beleeft Amsterdam, met ruim 400.000 demonstranten tegen het NAVO-besluit tot plaatsing van kruisvluchtwapens met nucleaire lading in West-Europa, zijn grootste demonstratie ooit. Ze werd georganiseerd door de linkse politieke partijen, de vakbeweging en de vredesbewegingen, waarin het IKV onder leiding van Mient Jan Faber een hoofdrol speelde.
- 25 – Op de Seychellen mislukt een poging van huurlingen om de macht te veroveren op de gekozen regering. Waarschijnlijk zit Zuid-Afrika achter de couppoging. Naar dat land wijkt het grootste deel van de coupplegers uit met een gekaapt vliegtuig.
- 28 – In New York overlijdt de 83-jarige zangeres Lotte Lenya, die grote faam genoot als vertolkster van het werk van haar echtgenoot Kurt Weill, en Berthold Brecht.

december
- 1 – In Genève beginnen onderhandelingen tussen de VS en de Sovjet-Unie over wapenbeperkingen in Europa.
- 3 – De voorzitter van de PSC, oud-premier Paul Vanden Boeynants, treedt af nadat zijn naam in verband is gebracht met belastingontduiking en contacten met extreemrechtse kringen.
- 4 – Ciskei is het vierde thuisland dat door Zuid-Afrika onafhankelijk verklaard wordt. Geen enkel ander land zal Ciskei erkennen.
- 11 – Bloedbad van El Mozote: 900 dorpsbewoners worden door het leger van El Salvador uitgemoord.
- François Mitterrand wordt de eerste socialistische president van Frankrijk sinds Vincent Auriol.
- 13 – In Polen wordt de staat van beleg afgekondigd. De militairen nemen de macht over, naar het heet om het socialisme te redden.
- 14 – Het Israëlische parlement neemt een wet aan waarmee de bezette gebieden op de Syrische Golanhoogten worden geannexeerd. Over de hele wereld wordt tegen deze maatregel geprotesteerd.
- 15 – De Algemene Vergadering van de Verenigde Naties kiest de Peruaanse diplomaat Javier Pérez de Cuéllar tot negende secretaris-generaal. Hij volgt de Oostenrijker Kurt Waldheim op, die door een veto van de Volksrepubliek China van een derde ambtstermijn wordt afgehouden.
- 29 – De Amerikaanse president Ronald Reagan kondigt opnieuw economische sancties af tegenover de Sovjet-Unie, ditmaal met als aangevoerde reden onderdrukking van Polen.

Datum onbekend
- Astronoom Robert Kirshner ontdekt het Gat van Boötes.

## Muziek

### Klassieke muziek
- 15 april: eerste uitvoering van Harmonium van John Adams; leiding in handen van Edo de Waart
- 22 april: eerste uitvoering van Grave van Witold Lutosławski (versie cello/piano);
- 8 mei: eerste uitvoering van Exemplum in Memoriam Kwangju van Isang Yun
- 31 oktober: eerste uitvoering van Symfonie nr. 4 van Per Nørgård.

## Beeldende kunst

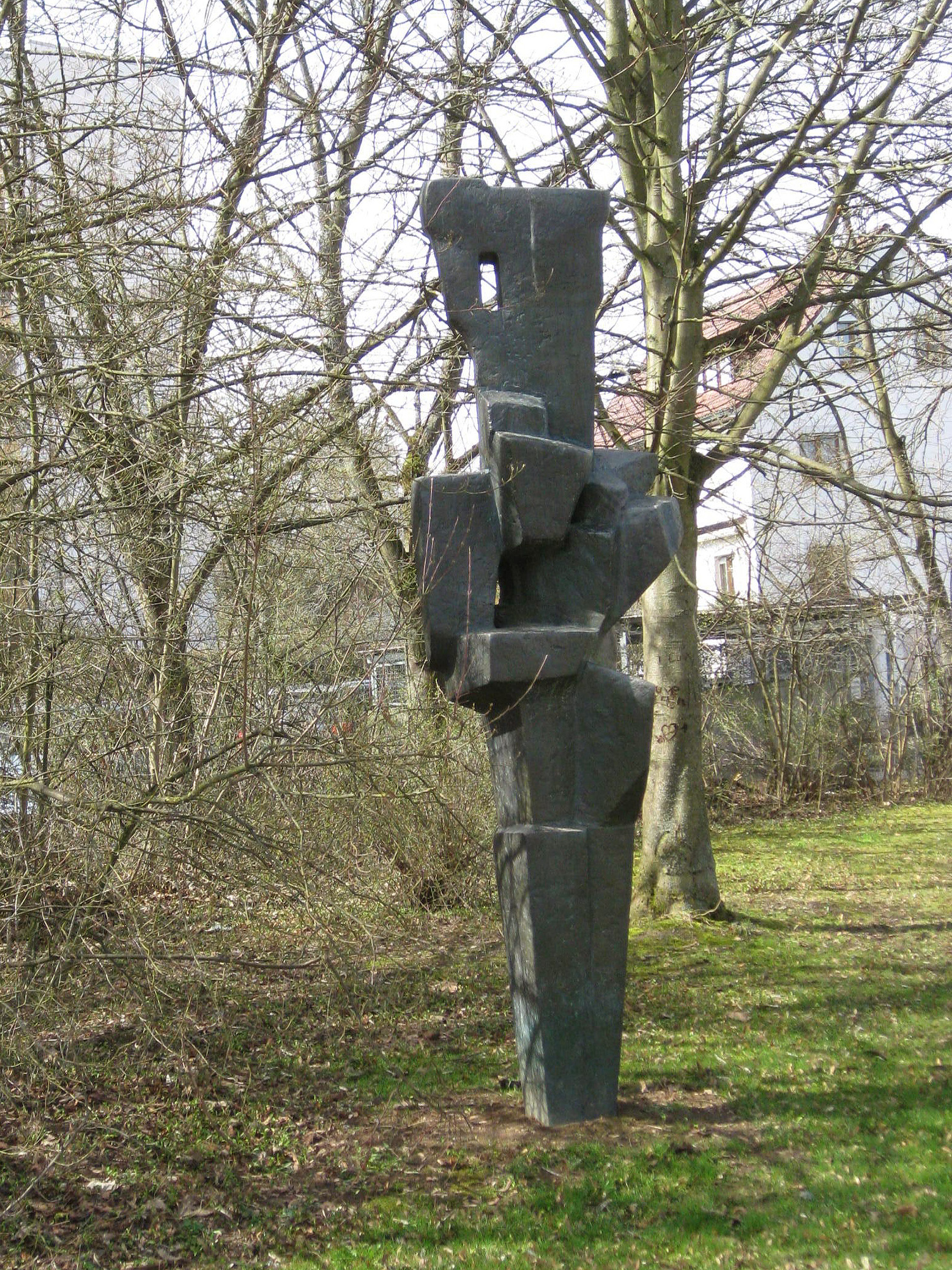
Maskulin (1981) Rudolf Christian Baisch, Böblingen
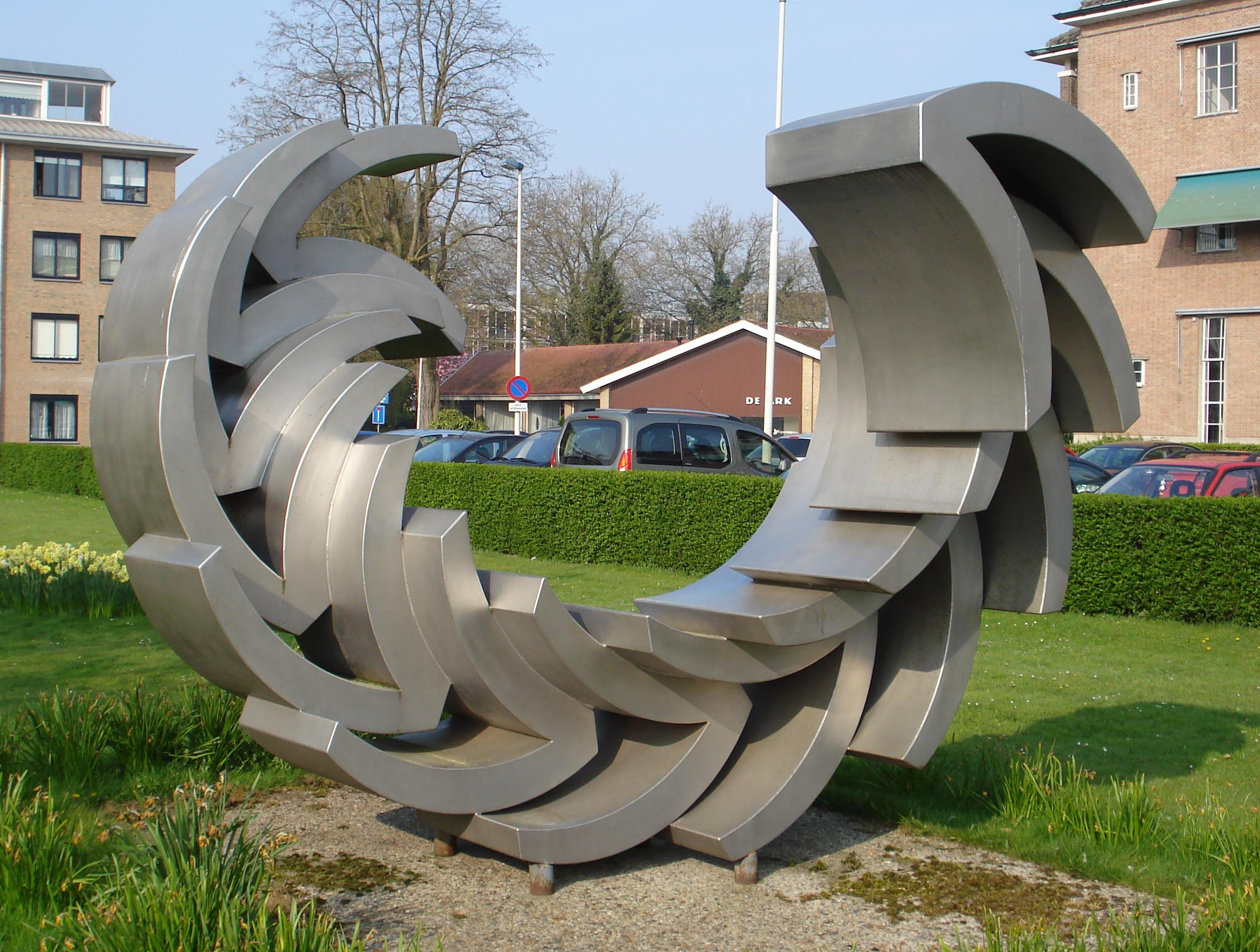
Spiraal II (1981) Piet Killaars, Rotterdam

## Bouwkunst

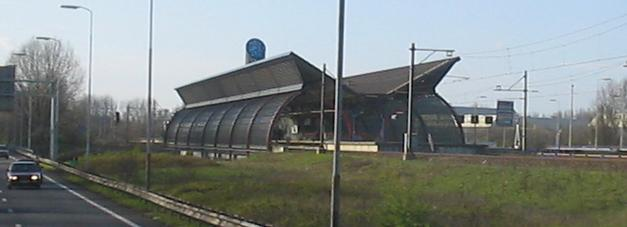
Station Amsterdam RAI (1981) Koen van der Gaast

## Geboren

### januari
- 1 – Rabah Aboud, Algerijns atleet

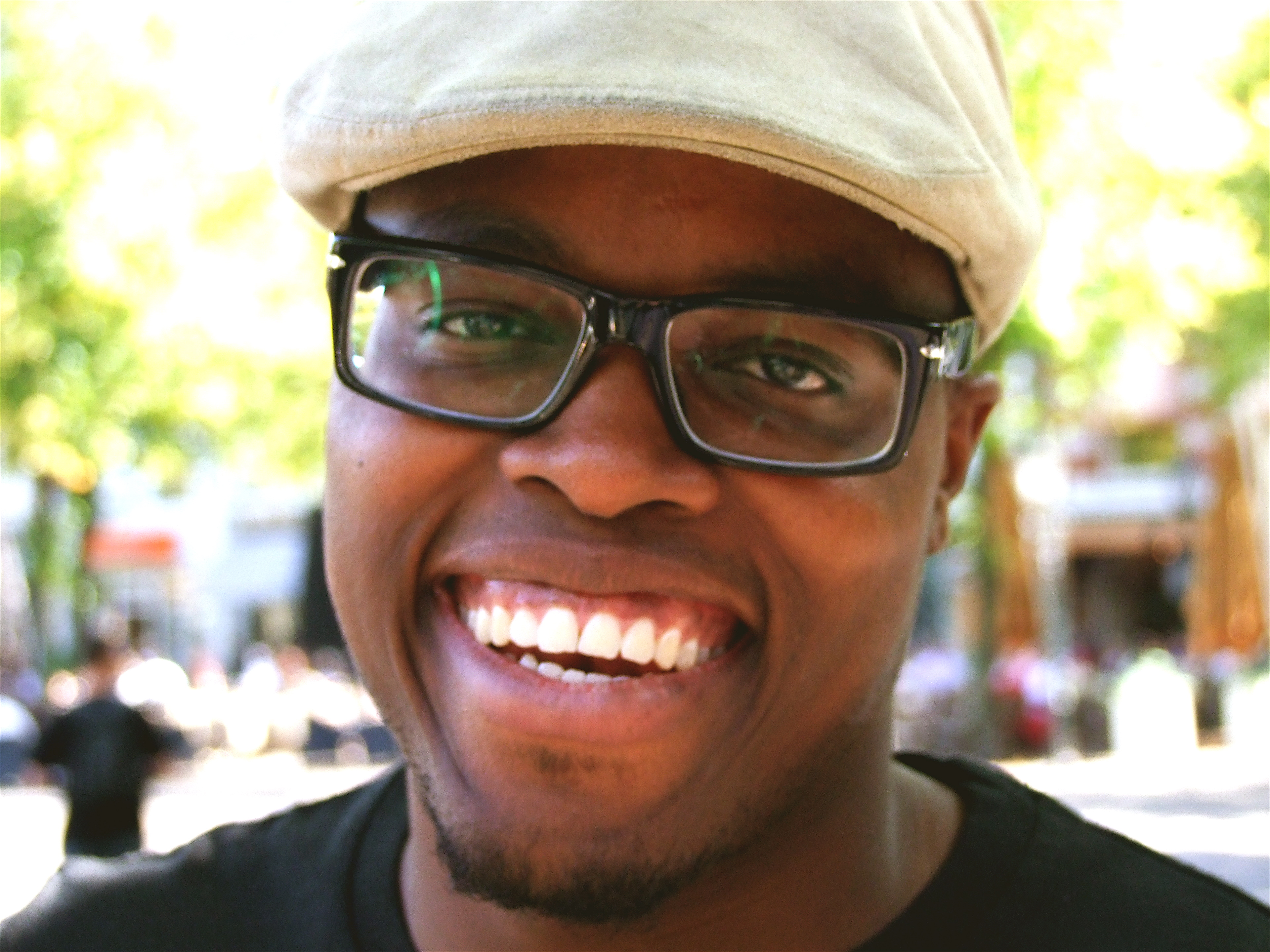
Jandino Asporaat,
geboren op 9 januari

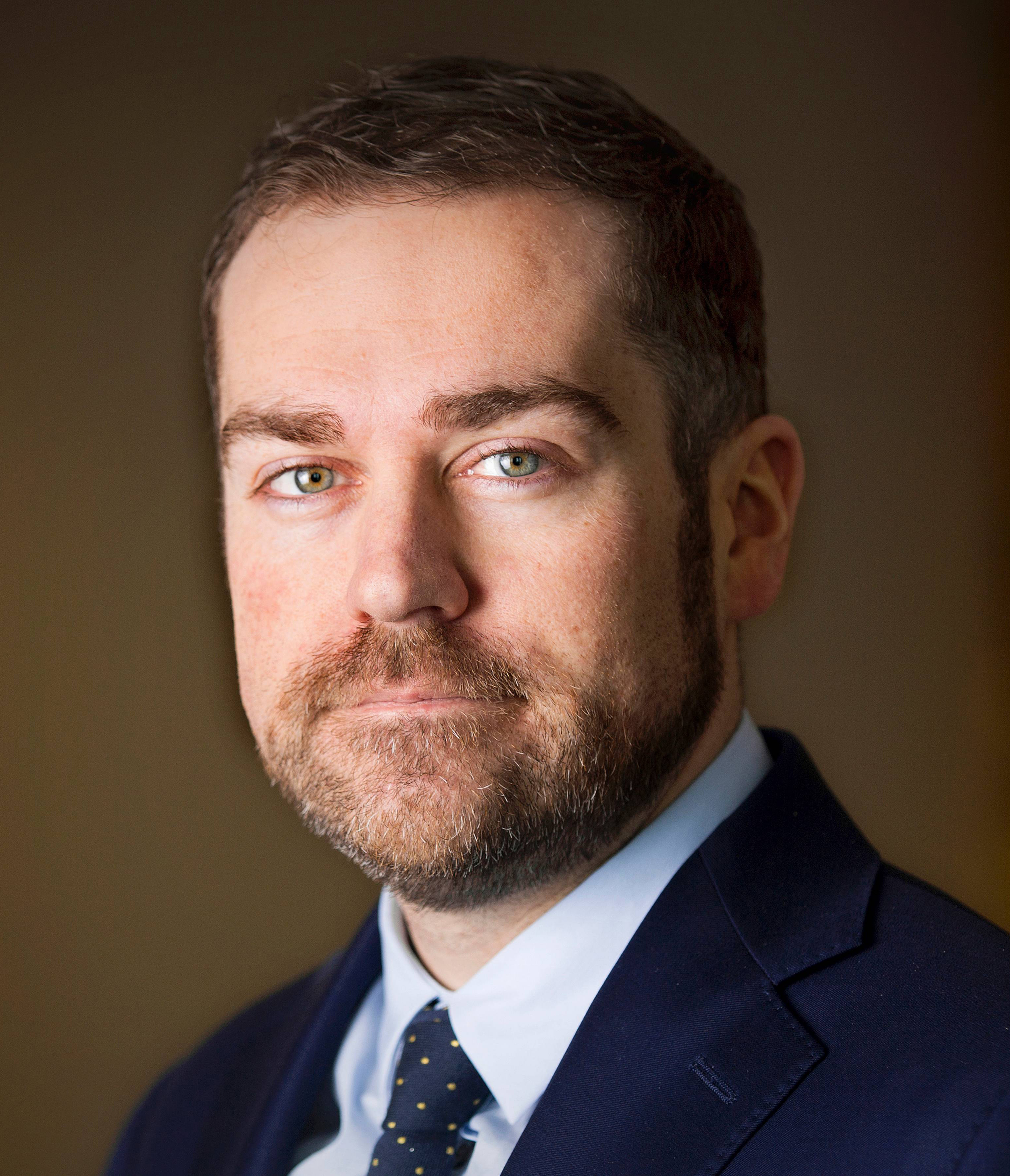
Klaas Dijkhoff,
geboren op 13 januari

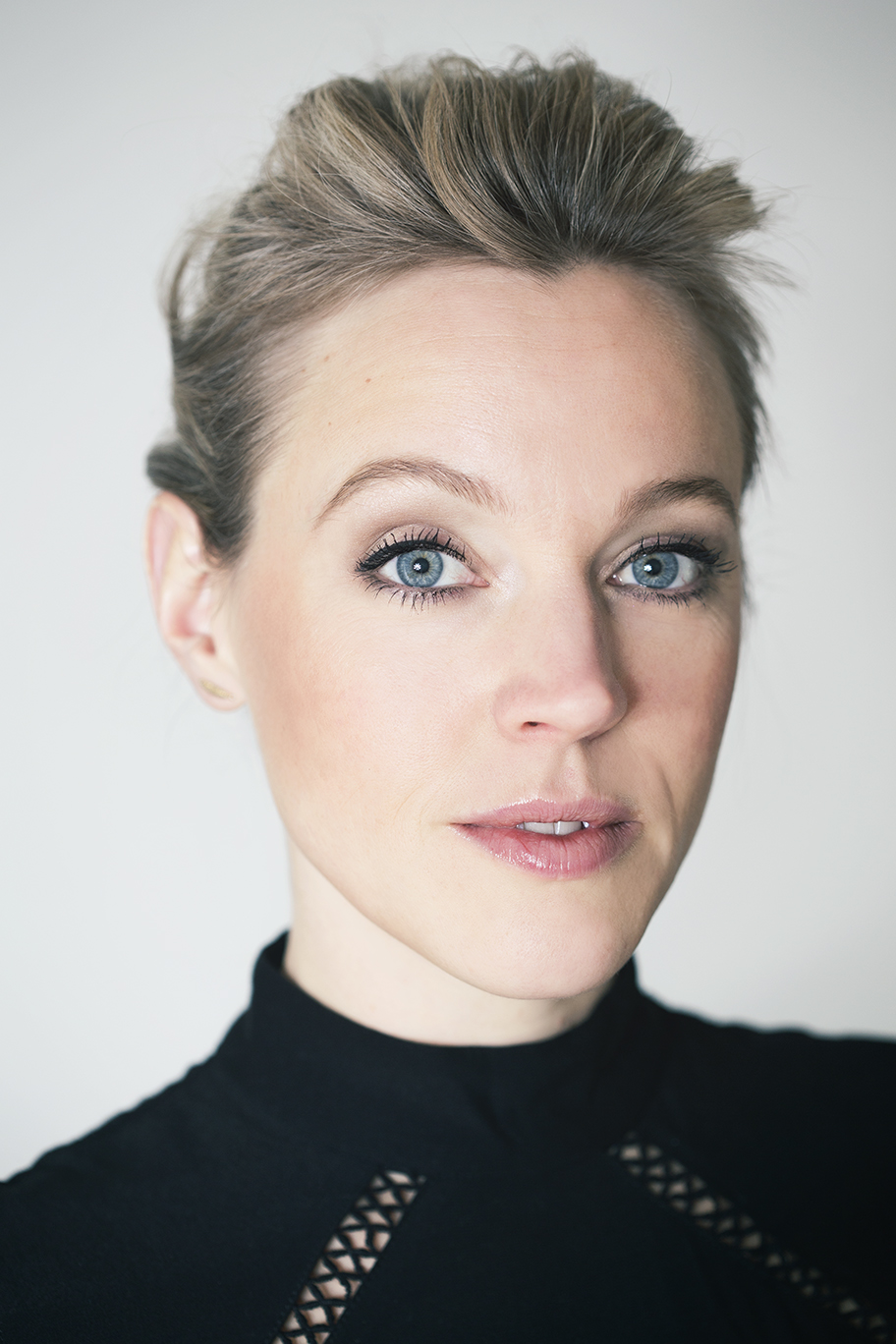
Loes Haverkort,
geboren op 19 januari

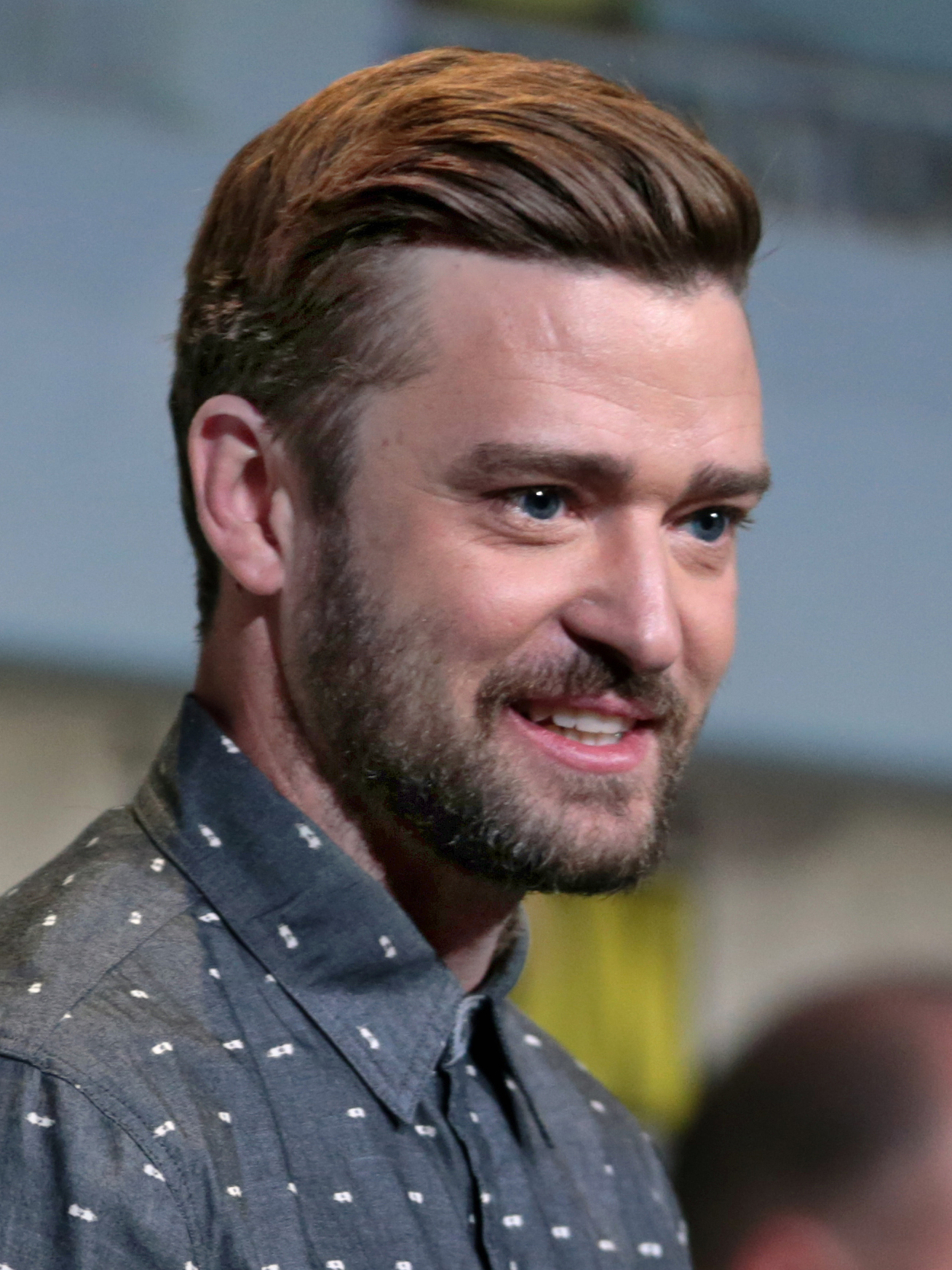
Justin Timberlake,
geboren op 31 januari

- 1 – Zsolt Baumgartner, Hongaars autocoureur
- 1 – Ernest van der Kwast, Nederlands schrijver
- 1 – Mladen Petrić, Kroatisch voetballer
- 1 – Maria Radner, Duits operazangeres (overleden 2015)
- 2 – Maxi Rodríguez, Argentijns voetballer
- 2 – Flower Tucci, Amerikaans pornoactrice
- 3 – Chris Blais, Amerikaans motorcrosser
- 3 – Cristian Deville, Italiaans alpineskiër
- 4 – Arya Babbar, Indiaas acteur
- 4 – Silvy De Bie, Belgisch zangeres
- 5 – Khoudir Aggoune, Algerijns atleet
- 5 – Kjersti Buaas, Noors snowboardster
- 6 – Noah Boeken, Nederlands pokerspeler
- 7 – Szymon Marciniak, Pools voetbalscheidsrechter
- 8 – Johan Clarey, Frans alpineskiër
- 8 – Michael Creed, Amerikaans wielrenner
- 8 – Virgil Spier, Nederlands atleet
- 9 – Jandino Asporaat, Nederlands stand-upcomedian
- 9 – Dean Saunders, Nederlands zanger
- 9 – Ebi Smolarek, Pools voetballer
- 9 – Erik Vendt, Amerikaans zwemmer
- 10 – Jared Kushner, Amerikaans zakenman en politiek adviseur
- 10 – Hayden Roulston, Nieuw-Zeelands wielrenner
- 11 – Xavier De Baerdemaker, Belgisch atleet
- 11 – Jamelia, Brits zangeres
- 11 – Antoine Peters, Nederlands modeontwerper
- 12 – Dina Rodrigues, Portugees zangeres
- 12 – Sarah Thomas, Welsh hockeyster
- 13 – Klaas Dijkhoff, Nederlands politicus
- 13 – Shad Gaspard, Amerikaans professioneel worstelaar (overleden 2020)
- 14 – Hyleas Fountain, Amerikaans atlete
- 14 – Concepción Montaner, Spaans atlete
- 15 – Dylan Armstrong, Canadees atleet
- 15 – Angela Hennig, Duits wielrenster
- 15 – El Hadji Diouf, Senegalees voetballer
- 16 – Yuya Oikawa, Japans langebaanschaatser
- 16 – Bobby Zamora, Engels voetballer
- 17 – Ray J, Amerikaans singer-songwriter en acteur
- 17 – Chris Landman, Nederlands darter
- 17 – Christophe Riblon, Frans wielrenner
- 18 – Joost van Bennekom, Nederlands atleet
- 18 – Alessio Boggiatto, Italiaans zwemmer
- 18 – Andrei Karpovich, Kazachs voetballer
- 18 – Christophe Kern, Frans wielrenner
- 18 – Olivier Rochus, Belgisch tennisser
- 19 – Ahmed Ammi, Marokkaans-Nederlands voetballer
- 19 – Loes Haverkort, Nederlands actrice
- 19 – Asier del Horno, Spaans voetballer
- 20 – Koen Barbé, Belgisch wielrenner
- 20 – Crystal Lowe, Canadees actrice
- 20 – Anders Olsson, Zweeds schaker
- 20 – Liesbeth Van Roie, Belgisch atlete
- 20 – Balz Weber, Zwitsers mountainbiker
- 21 – Alvaro Quiros, Spaans golfer
- 22 – Ben Moody, Amerikaans gitarist
- 24 – Maria Elena Boschi, Italiaans minister
- 25 – Francis Jeffers, Engels voetballer
- 25 – Alicia Keys, Amerikaans zangeres en muzikante
- 25 – Tim Kruger, Duits acteur en regisseur (overleden 2025)
- 26 – Richard Antinucci, Amerikaans autocoureur
- 26 – José de Jesús Corona, Mexicaans voetballer
- 26 – Gustavo Dudamel, Venezolaans dirigent
- 26 – Juan José Haedo, Argentijns wielrenner
- 26 – Ihab Kareem, Iraaks voetballer (overleden 2007)
- 27 – Alicia Molik, Australisch tennisser
- 27 – Eric Neilson, Canadees skeletonracer
- 28 – Patrick Mtiliga, Deens voetballer
- 28 – Elijah Wood, Amerikaans acteur
- 29 – Romano Denneboom, Nederlands voetballer
- 30 – Dimitar Berbatov, Bulgaars voetballer
- 30 – Natalja Pyhyda, Oekraïens atlete
- 31 – Marnix Kolder, Nederlands voetballer
- 31 – Danilo Napolitano, Italiaans wielrenner
- 31 – Joelia Natsjalova, Russisch zangeres en televisiepresentatrice (overleden 2019)
- 31 – Justin Timberlake, Amerikaans popzanger

### februari

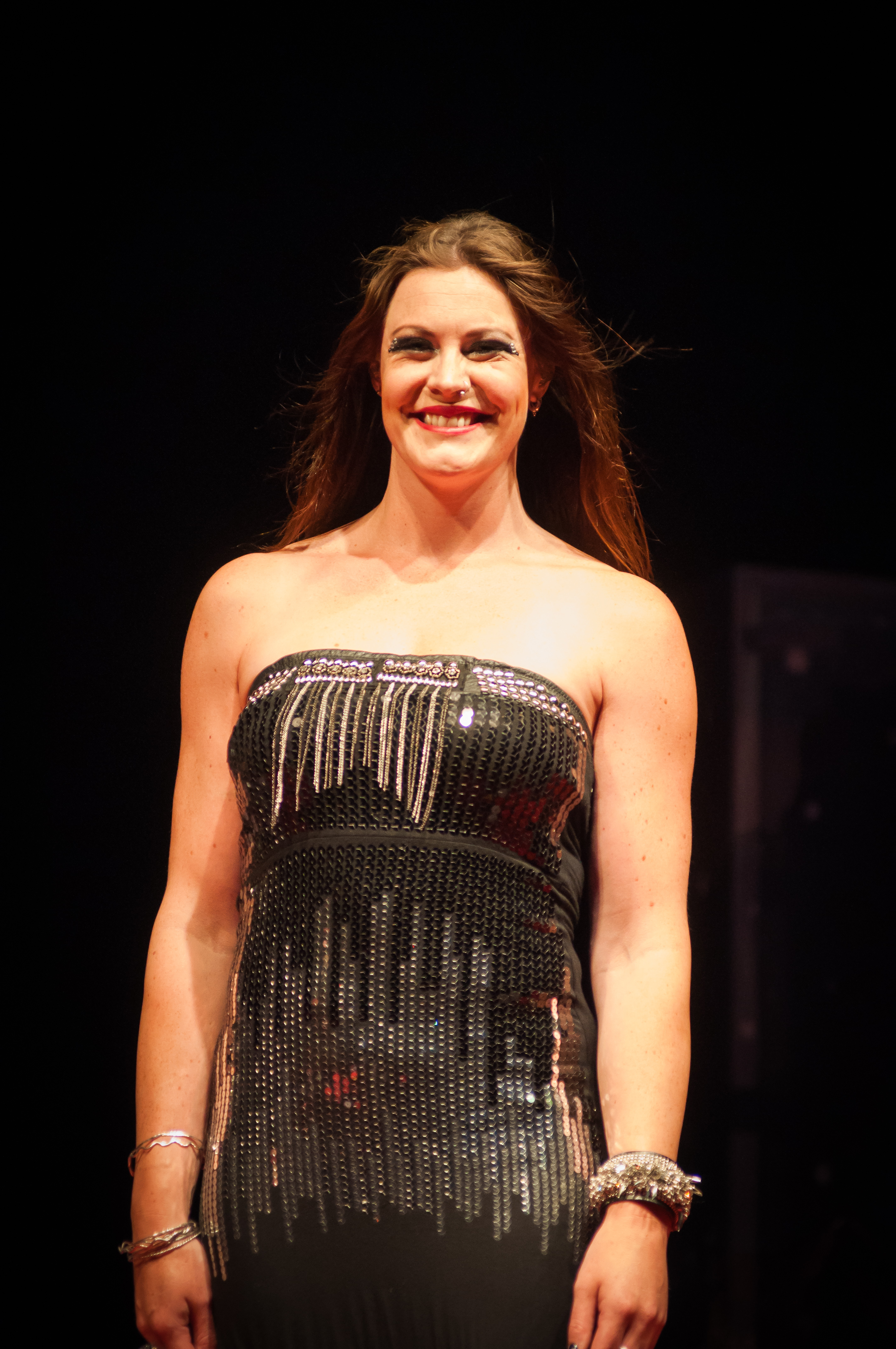
Floor Jansen,
geboren op 21 februari

- 1 – Federica Faiella, Italiaans kunstschaatsster
- 2 – Justin Reiter, Amerikaans snowboarder
- 3 – Wouter de Jong, Nederlands acteur
- 3 – Jose Antonio Vargas, Filipijns journalist
- 4 – Paulien van Deutekom, Nederlands schaatsster (overleden 2019)
- 4 – Johan Vansummeren, Belgisch wielrenner
- 5 – Kristof Aelbrecht, Belgisch voetballer
- 5 – Mia Hansen-Løve, Frans filmregisseuse en filmcriticus
- 5 – Julie Zenatti, Frans zangeres en theateractrice
- 6 – Ricky Barnes, Amerikaans golfer
- 6 – Sabine Krantz, Duits atlete
- 7 – Sean Villanueva, Belgisch klimmer
- 8 – Bryan van Dijk, Nederlands judoka
- 8 – Bertrand Grospellier, Frans pokerspeler
- 8 – Sara Mustonen, Zweeds wielrenster en bokser
- 9 – Tom Hiddleston, Brits acteur
- 9 – Josh Ross, Australisch atleet
- 9 – Leonard Scott, Amerikaans atleet
- 9 – Tian Jia, Chinees beachvolleyballer
- 10 – Uzo Aduba, Amerikaans actrice
- 10 – Fränzi Aufdenblatten, Zwitsers alpineskiester
- 10 – Marjolijn van Heemstra, Nederlands schrijfster en theatermaakster
- 10 – Sigrid Vanden Bempt, Belgisch atlete
- 10 – Matthieu Vandiest, Belgisch atleet
- 10 – Stephanie Beatriz, Amerikaans actrice
- 11 – Aritz Aduriz, Spaans voetballer
- 11 – Juan José Cobo, Spaans wielrenner
- 11 – Kelly Rowland, Amerikaans zangeres en actrice
- 12 – Peter Van Hove, Belgisch atleet
- 12 – Terefe Yae, Ethiopisch atleet
- 13 – Luisão, Braziliaans voetballer
- 13 – Liam Miller, Iers voetballer (overleden 2018)
- 15 – Heurelho da Silva Gomes, Braziliaans voetbaldoelman
- 16 – Jenny Kallur, Zweeds atlete
- 16 – Susanna Kallur, Zweeds atlete
- 16 – Wilco van Kleef, Nederlands wereldrecordhouder
- 17 – Bernhard Eisel, Oostenrijks wielrenner
- 17 – Lupe Fiasco, Amerikaans rapper
- 17 – Paris Hilton, Amerikaans society-ster, model, zangeres en actrice
- 18 – Jelle De Beule, Belgisch comedy- en televisiemaker en cartoonist
- 18 – Youssef El Akchaoui, Nederlands-Marokkaans voetballer
- 18 – Jessica Villerius, Nederlands documentaire- en filmmaakster
- 19 – Thomas Buffel, Belgisch voetballer
- 20 – Elisabeth Görgl, Oostenrijks alpineskiester
- 21 – Floor Jansen, Nederlands zangeres
- 21 – Parthiva Sureshwaren, Indiaas autocoureur
- 22 – Kelvin Leong, Macaus autocoureur
- 23 – Jan Böhmermann, Duits komiek en presentator
- 23 – Jeffrey Leiwakabessy, Nederlands voetballer
- 23 – Dennis van Noort, Nederlands atleet
- 23 – Miroslav Zelinka, Tsjechisch voetbalscheidsrechter
- 24 – Lleyton Hewitt, Australisch tennisser
- 24 – Mauro Rosales, Argentijns voetballer
- 24 – César Santin, Braziliaans voetballer
- 25 – Park Ji-sung, Zuid-Koreaans voetballer
- 25 – Marek Plawgo, Pools atleet
- 26 – Tomislav Dujmović, Kroatisch voetballer
- 26 – Demetrius Grosse, Amerikaans acteur
- 27 – Stefanie Böhler, Duits langlaufster
- 27 – Evi Goffin, Belgisch zangeres (Lasgo)
- 27 – Élodie Ouédraogo, Belgisch atlete
- 28 – Florent Serra, Frans tennisser

### maart

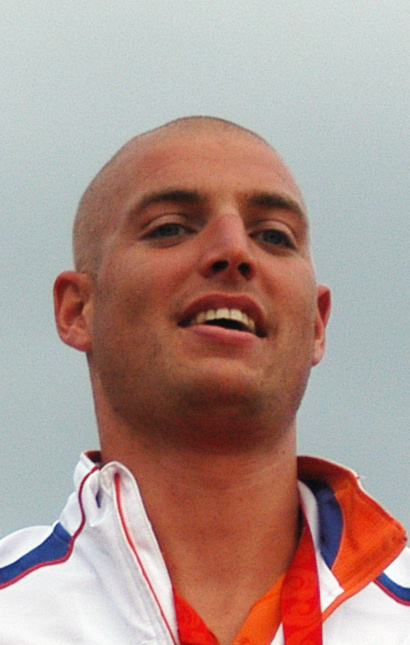
Maarten van der Weijden,
geboren op 31 maart

- 2 – Bryce Dallas Howard, Amerikaans actrice
- 5 – Christian Knees, Duits wielrenner
- 6 – Marina Lapina, Azerbeidzjaans atlete
- 6 – Zlatan Muslimović, Bosnisch voetballer
- 6 – Yora Rienstra, Nederlands cabaretiere, actrice en presentatrice
- 7 – Emmet O'Brien, Iers autocoureur
- 7 – Súni Olsen, Faeröers voetballer
- 7 – Barbara Zutt, Nederlands atlete
- 8 – Michael Beauchamp, Australisch voetballer
- 8 – Timo Boll, Duits tafeltennisser
- 8 – Jessica Jaymes, Amerikaans pornoactrice
- 8 – Joost Posthuma, Nederlands wielrenner
- 9 – Didi Longuet, Nederlands voetballer
- 10 – Samuel Eto'o, Kameroens voetballer
- 11 – Giampiero Pinzi, Italiaans voetballer
- 12 – Alex Clare, Brits musicus
- 12 – René van Dieren, Nederlands voetballer
- 12 – Katarina Srebotnik, Sloveens tennisspeelster
- 12 – Holly Williams, Amerikaans zangeres
- 13 – Daphne Koster, Nederlands voetbalster
- 13 –  Stephen Maguire, Schots snookerspeler
- 13 – Grace Momanyi, Keniaans atlete
- 15 – Mikael Forssell, Fins voetballer
- 15 – Koen Wilssens, Belgisch atleet
- 16 – Fabiana Murer, Braziliaans atlete
- 17 – Gert-Jan Bruggink, Nederlands springruiter
- 17 – Servet Çetin, Turks voetballer
- 18 – Lina Andersson, Zweeds langlaufster
- 18 – Fabian Cancellara, Zwitsers wielrenner
- 18 – Leslie Djhone, Frans atleet
- 18 – Laura Pergolizzi, Amerikaans zangeres
- 19 – Dickson Choto, Zimbabwaans voetballer
- 20 – Tibor Weißenborn, Duits hockeyer
- 21 – Anna Rogowska, Pools atlete
- 21 – Neric Wei, Chinees autocoureur
- 22 – Emilio Guzman, Nederlands stand-upcomedian en cabaretier
- 23 – Shelley Rudman, Brits skeletonster
- 24 – Mark Looms, Nederlands voetballer
- 25 – Wouter Lenaerts, Belgisch componist, dirigent en pianist
- 27 – Cacau, Braziliaans-Duits voetballer
- 27 – John Kristian Dahl, Noors langlaufer
- 27 – Hilda Kibet, Keniaans-Nederlands atlete
- 27 – Akhil Kumar, Indiaas bokser
- 28 – Maurice Verschuuren, Nederlands dj
- 29 – Jussi Veikkanen, Fins wielrenner
- 29 – Fiderd Vis, Arubaans judoka
- 31 – Maarten van der Weijden, Nederlands zwemmer

### april

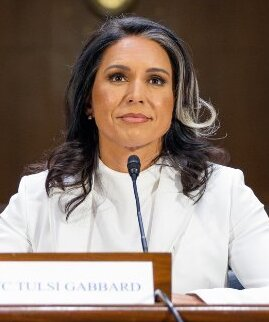
Tulsi Gabbard,
geboren op 12 april

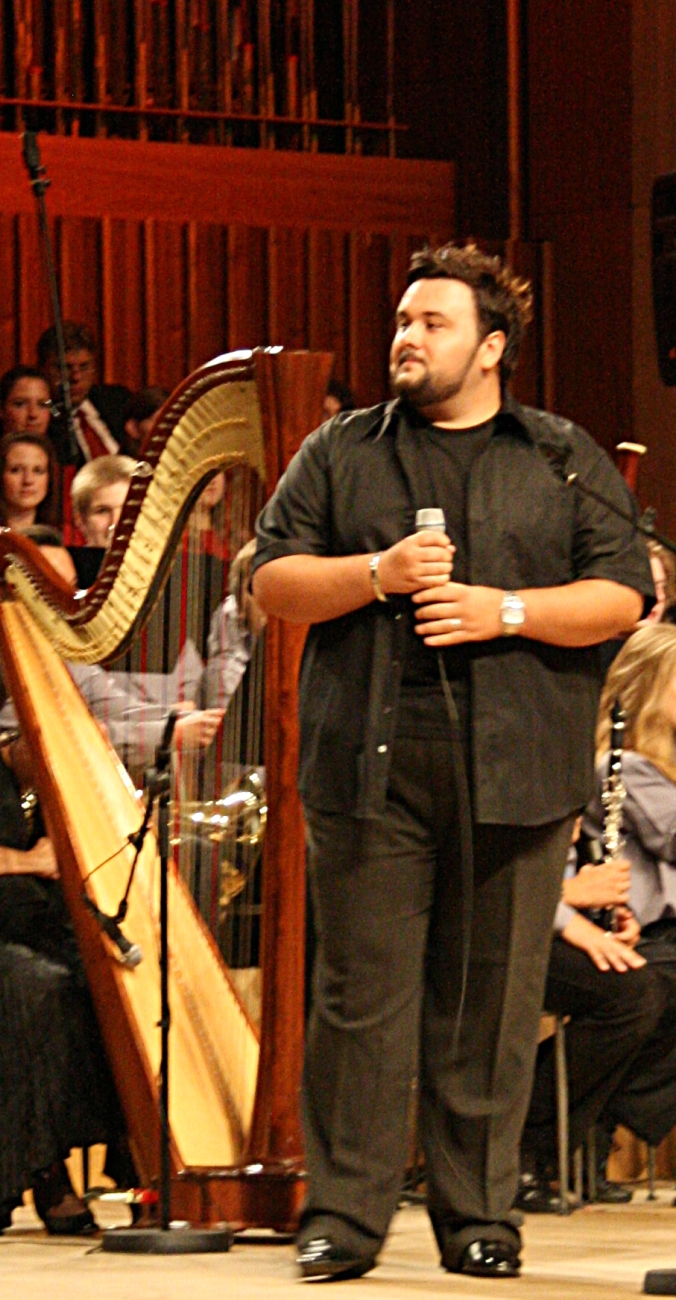
Jacques Houdek,
geboren op 14 april

- 1 – Alx Danielsson, Zweeds autocoureur
- 1 – Stefan Oosting, Nederlands zwemmer
- 1 – Hannah Spearritt, Brits zangeres (S Club 7)
- 2 – Thomas Kortbeek, Nederlands atleet
- 2 – Bethany Joy Lenz-Galeotti, Amerikaans actrice en zangeres
- 2 – Jeroen Woe, Nederlands cabaretier, muzikant, theaterregisseur en programmamaker
- 3 – Niu Jianfeng, Chinees tafeltennisspeelster
- 4 – Anna Pjatych, Russisch atlete
- 5 – Thomas Blaschek, Duits atleet
- 5 – Sara Kroos, Nederlands cabaretière
- 5 – Pieter Weening, Nederlands wielrenner
- 6 – Robert Earnshaw, Welsh voetballer
- 8 – Frédérick Bousquet, Frans zwemmer
- 8 – Taylor Kitsch, Canadees model en acteur
- 9 – Ireneusz Jeleń, Pools voetballer
- 9 – Scott McGregor, Australisch acteur
- 9 – Gavin Noble, Iers triatleet
- 12 – Joeri Borzakovski, Russisch atleet
- 12 – Tulsi Gabbard, Amerikaans politica
- 13 – Moushaumi Robinson, Amerikaans atlete
- 14 – Jacques Houdek, Kroatisch zanger
- 14 – Jan Kooijman, Nederlands acteur en danser
- 14 – Rebecca Yarros, Amerikaans schrijfster
- 15 – Andrés D'Alessandro, Argentijns voetballer
- 16 – Ms. Dynamite, Brits zangeres
- 17 – Jenny Meadows, Brits atlete
- 17 – Michael Mifsud, Maltees voetballer
- 17 – Katy Satyn, Belgisch zangeres
- 17 – Chris Thompson, Brits atleet
- 17 – Thomas Vanderveken, Belgisch presentator
- 19 – Hayden Christensen, Canadees acteur
- 19 – Dmytro Koeleba, Oekraïens politicus
- 21 – Kim Lammers, Nederlands hockeyster
- 23 – Ferahiwat Gamachu Tulu, Ethiopisch/Belgisch atlete
- 23 – Hiroaki Ishiura, Japans autocoureur
- 24 – Taylor Dent, Amerikaans tennisser
- 24 – Thomas Fanara, Frans alpineskiër
- 25 – Jovana Janković, Servisch televisiepresentatrice
- 25 – Anja Pärson, Zweeds alpineskiester
- 26 – Caro Emerald, Nederlands zangeres
- 26 – Georg Streitberger, Oostenrijks alpineskiër
- 28 – Jessica Alba, Amerikaans actrice
- 28 – Stefan Beumer, Nederlands atleet
- 28 – Ilary Blasi, Italiaans fotomodel en televisiepresentatrice
- 28 – Toby Leonard Moore, Australisch acteur
- 29 – Wouter de Boer, Nederlands atleet
- 29 – Anna Mokrousova, Oekraïens mensenrechtenactivist
- 29 – Brian Dzingai, Zimbabwaans atleet
- 29 – Anna Goerova, Russisch atlete
- 29 – Émilie Mondor, Canadees olympisch atleet (overleden 2006)
- 30 – John O'Shea, Iers voetballer
- 30 – Kristin Størmer Steira, Noors langlaufster
- 30 – Giorgio Tuinfort, Surinaams-Nederlands componist, producer en pianist

### mei

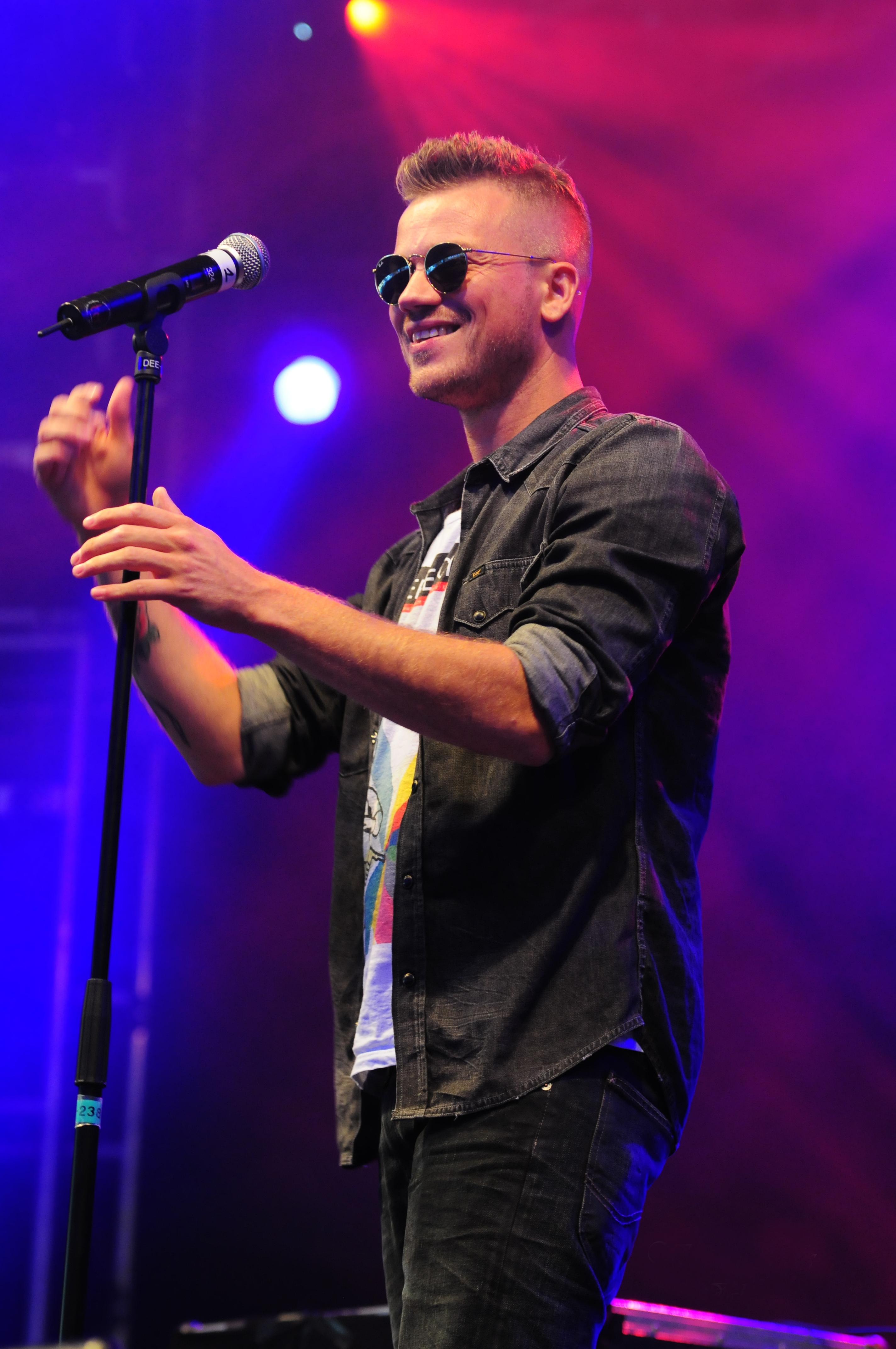
Gers Pardoel,
geboren op 12 mei

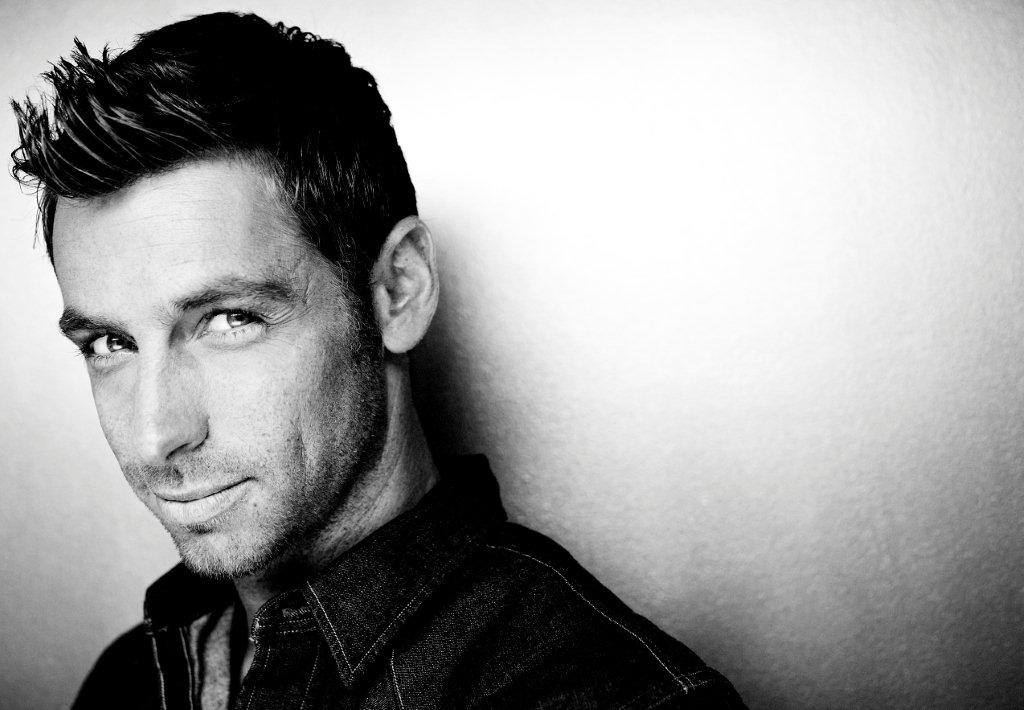
Louis Talpe,
geboren op 22 mei

- 1 – Evelien Bosch, Nederlands tv-presentatrice
- 1 – Sophie Hermans, Nederlands politica
- 1 – Aljaksandr Hleb, Wit-Russisch voetballer
- 1 – Katinka Polderman, Nederlands cabaretière
- 2 – Tiago Mendes, Portugees voetballer
- 3 – Stéphanie Foretz, Frans tennisspeelster
- 3 – Lieven Scheire, Belgisch comedy- en televisiemaker
- 4 – Ahmad Abdullah, Qatarees atleet
- 4 – Éric Djemba-Djemba, Kameroens voetballer
- 4 – Marion Kreiner, Oostenrijks snowboardster
- 5 – Paul Cuijpers (Paul Cherryseed), Nederlands singer-songwriter (overleden 2025)
- 5 – Zosja El Rhazi, Nederlands zangeres en stemdocente
- 5 – Sami Jauhojärvi, Fins langlaufer
- 6 – Yurisleidy Lupetey, Cubaans judoka
- 7 – Yeoryía Koklóni, Grieks atlete
- 7 – Stacy Silver, Tsjechisch fotomodel en pornoactrice
- 8 – Andrea Barzagli, Italiaans voetballer
- 8 – Jan Eichhorn, Duits rodelaar
- 9 – Steven Caethoven, Belgisch wielrenner
- 10 – Samuel Dalembert, Haïtiaans-Canadees basketballer
- 10 – Humberto Suazo, Chileens voetballer
- 11 – Adam Hansen, Australisch wielrenner
- 11 – Felipe Van de Wyngard, Chileens triatleet
- 12 – Rob Bontje, Nederlands volleyballer
- 12 – Gers Pardoel, Nederlands rapper
- 13 – Fabiana Diniz, Braziliaans handbalster
- 13 – Nicolás Frutos, Argentijns voetballer
- 13 – Sunny Leone, Canadees actrice van Indiase afkomst
- 13 – Rebecka Liljeberg, Zweeds actrice
- 13 – Dmitrij Vaľukevič, Wit-Russisch/Slowaaks atleet
- 14 – Ramón Alegre, Spaans hockeyer
- 15 – Allam Khodair, Braziliaans-Libanees autocoureur
- 17 – Beñat Albizuri, Spaans wielrenner
- 17 – Shiri Maimon, Israëlisch zangeres
- 17 – Julia Soldatova, Russisch kunstschaatsster
- 18 – Mahamadou Diarra, Malinees voetballer
- 18 – Ben Federspiel, Luxemburgs voetballer
- 19 – Arjan van Hees, Nederlands predikant en organist
- 19 – Felix Zwayer, Duits voetbalscheidsrechter
- 19 – Klaas-Erik Zwering, Nederlands zwemmer
- 20 – Carmen Souza, Portugees zangeres
- 20 – Iker Casillas, Spaans voetballer
- 21 – Beth Botsford, Amerikaans zwemster
- 21 – Jonas Høgh-Christensen, Deens zeiler
- 22 – Jürgen Melzer, Oostenrijks tennisser
- 22 – Louis Talpe, Belgisch acteur
- 23 – Josu Agirre, Spaans wielrenner
- 24 – Michael Gspurning, Oostenrijks voetballer
- 24 – Dennis Sørensen, Deens voetballer
- 25 – Nawaf Al-Khaldi, Koeweits voetballer
- 26 – Anthony Ervin, Amerikaans zwemmer
- 26 – Eda-Ines Etti, Ests zangeres
- 28 – Derval O'Rourke, Iers atlete
- 29 – Kyle Tress, Amerikaans skeletonracer
- 30 – Igor Abakoumov, Belgisch wielrenner
- 30 – Gianmaria Bruni, Italiaans racecoureur
- 30 – Joleen Hakker, Nederlands paralympisch sportster
- 30 – Stephan Klossner, Zwitsers voetbalscheidsrechter
- 31 – Marlies Schild, Oostenrijks alpineskiester
- 31 – Dmitrij Vaľukevič, Wit-Russisch/Slowaaks atleet

### juni

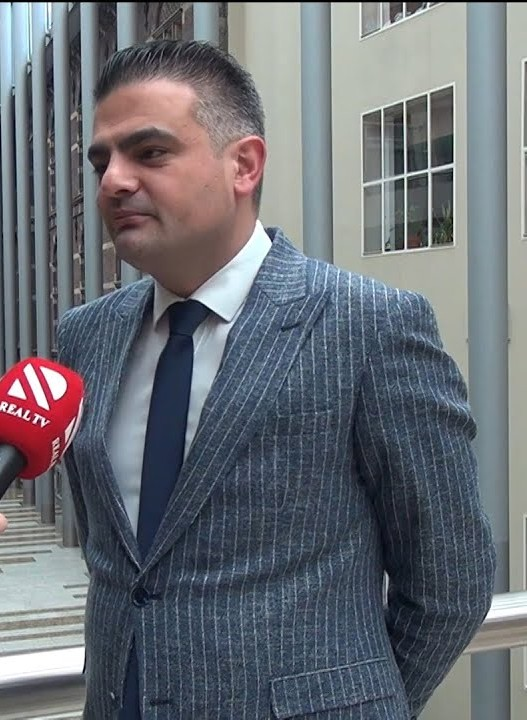
Tunahan Kuzu,
geboren op 5 juni

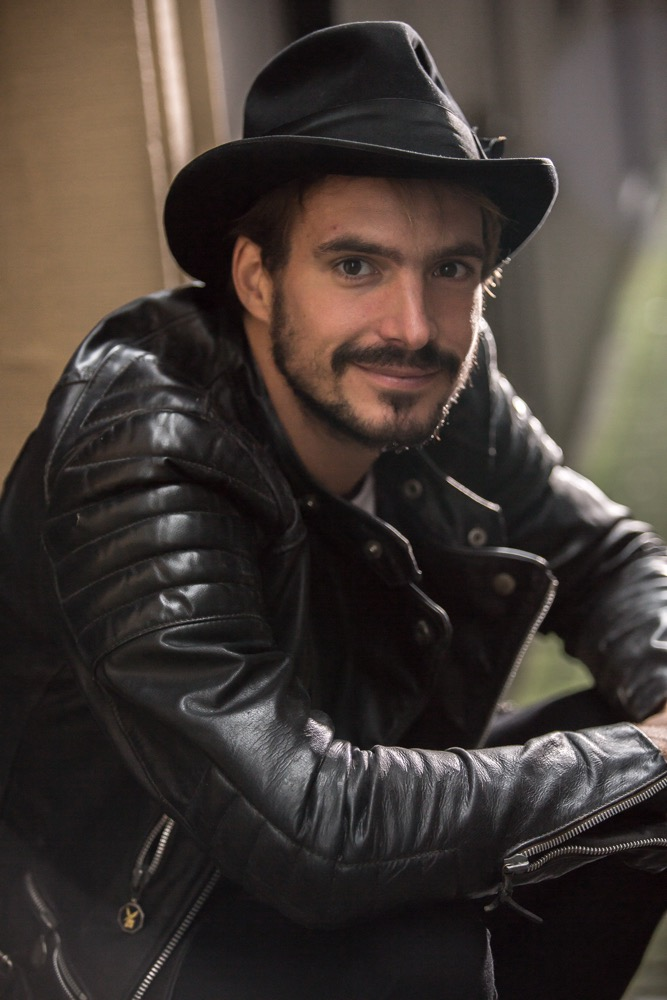
Egbert-Jan Weeber,
geboren op 18 juni

- 1 – Thorben Marx, Duits voetballer
- 2 – Nikolaj Davydenko, Russisch tennisser
- 2 – Kurt Hovelijnck, Belgisch wielrenner
- 2 – Fockeline Ouwerkerk, Nederlands actrice
- 2 – Peter Reekers, Nederlands voetballer
- 3 – Elisabeth Davin, Belgisch atlete
- 4 – Giourkas Seitaridis, Grieks voetballer
- 5 – Carlos Barredo, Spaans wielrenner
- 5 – Jade Goody, Brits televisiepersoonlijkheid (overleden 2009)
- 5 – Tunahan Kuzu, Nederlands politicus
- 7 – Antun Dunković, Kroatisch voetballer
- 7 – Ģirts Karlsons, Lets voetballer
- 7 – Anna Koernikova, Russisch tennisspeelster en model
- 7 – Michael Laverty, Noord-Iers motorcoureur
- 7 – Larisa Oleynik, Amerikaans actrice
- 8 – Rachel Held Evans, Amerikaans schrijfster (overleden 2019)
- 8 – Matteo Meneghello, Italiaans autocoureur
- 9 – Daniel Larsson, Zweeds darter
- 9 – Nabil Madi, Algerijns atleet
- 9 – Natalie Portman, Israëlisch-Amerikaans actrice
- 9 – Bastiaan Tamminga, Nederlands zwemmer
- 10 – Bruno Pais, Portugees triatleet
- 11 – Kristo Tohver, Estisch voetbalscheidsrechter
- 12 – Dwight Dissels, Nederlands zanger
- 12 – Soledad García, Argentijns hockeyster
- 12 – Adriana Lima, Braziliaans model
- 13 – Wieteke Cramer, Nederlands schaatsster
- 13 – Chris Evans, Amerikaans acteur
- 15 – Jhonny Baldeón, Ecuadoraans voetballer
- 15 – René Peters, Luxemburgs voetballer
- 15 – Emma Snowsill, Australisch triatlete
- 16 – Benjamin Becker, Duits tennisser
- 18 – Teun Mulder, Nederlands baanwielrenner
- 18 – Marco Streller, Zwitsers voetballer
- 18 – Egbert-Jan Weeber, Nederlands acteur
- 19 – Moss Burmester, Nieuw-Zeelands zwemmer
- 20 – David Bell, Amerikaans basketballer
- 21 – Brandon Flowers, Amerikaans zanger
- 21 – Christian Montanari, San Marinees autocoureur
- 21 – Brad Walker, Amerikaans atleet
- 23 – Walter Lechner jr., Oostenrijks autocoureur
- 23 – Monica Sweetheart, Tsjechisch pornoactrice
- 25 – Simon Ammann, Zwitsers schansspringer
- 26 – Natalja Antjoech, Russisch atlete
- 28 – Guillermo Martínez, Cubaans atleet
- 28 – Mara Santangelo, Italiaans tennisspeelster
- 29 – Tyrone Loran, Nederlands voetballer
- 30 – Can Artam, Turks autocoureur
- 30 – Sanne Heijen, Nederlands televisiepresentatrice
- 30 – Geoffroy Lequatre, Frans wielrenner
- 30 – Barbora Špotáková, Tsjechisch speerwerpster

### juli
- 1 – Yoshimi Ozaki, Japans atlete

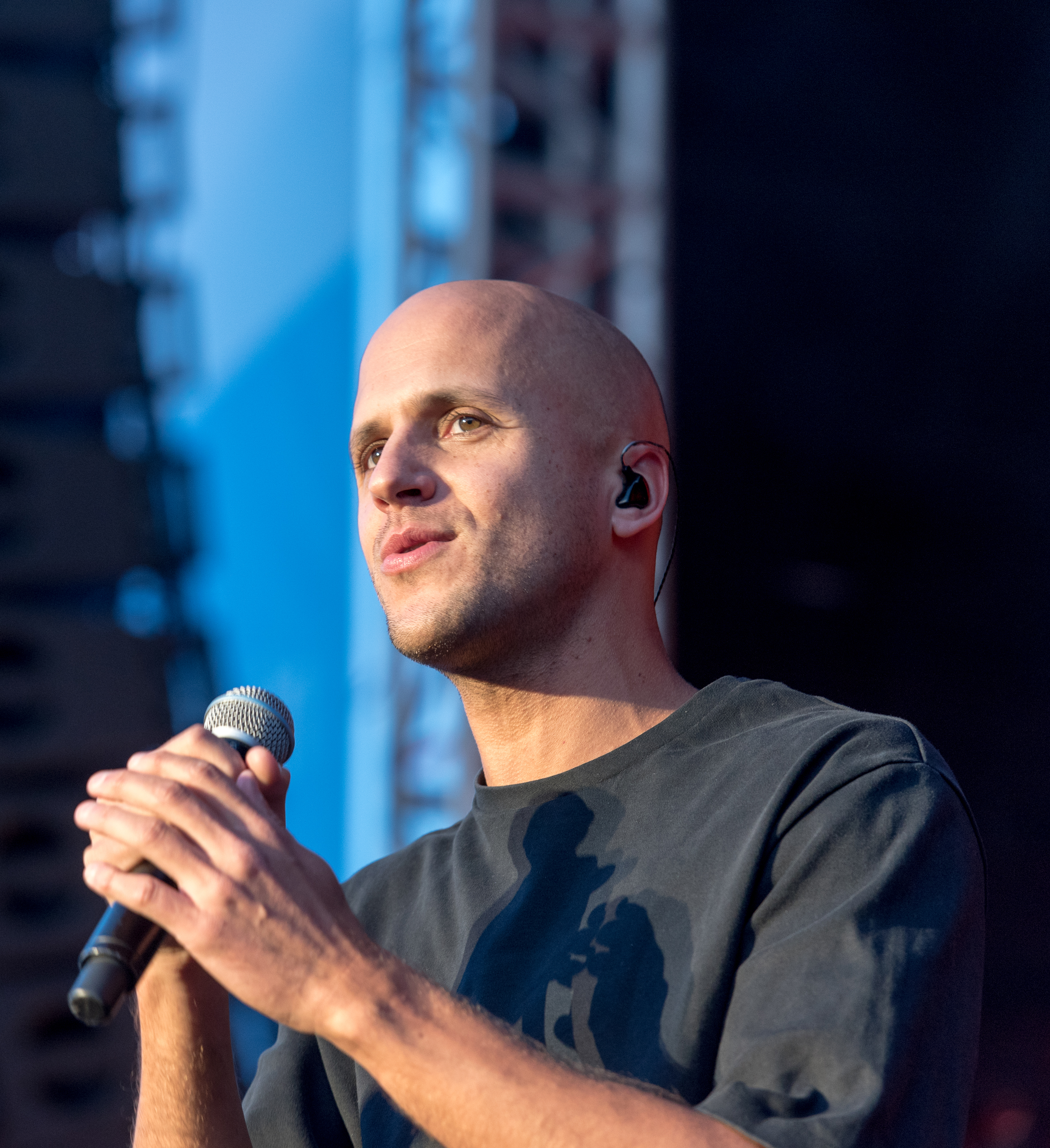
Milow,
geboren op 14 juli

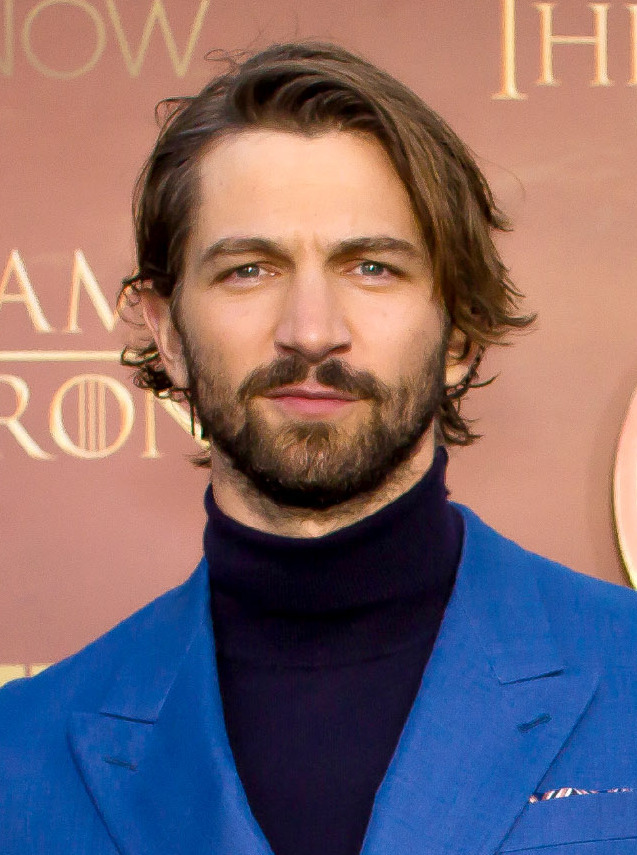
Michiel Huisman,
geboren op 18 juli

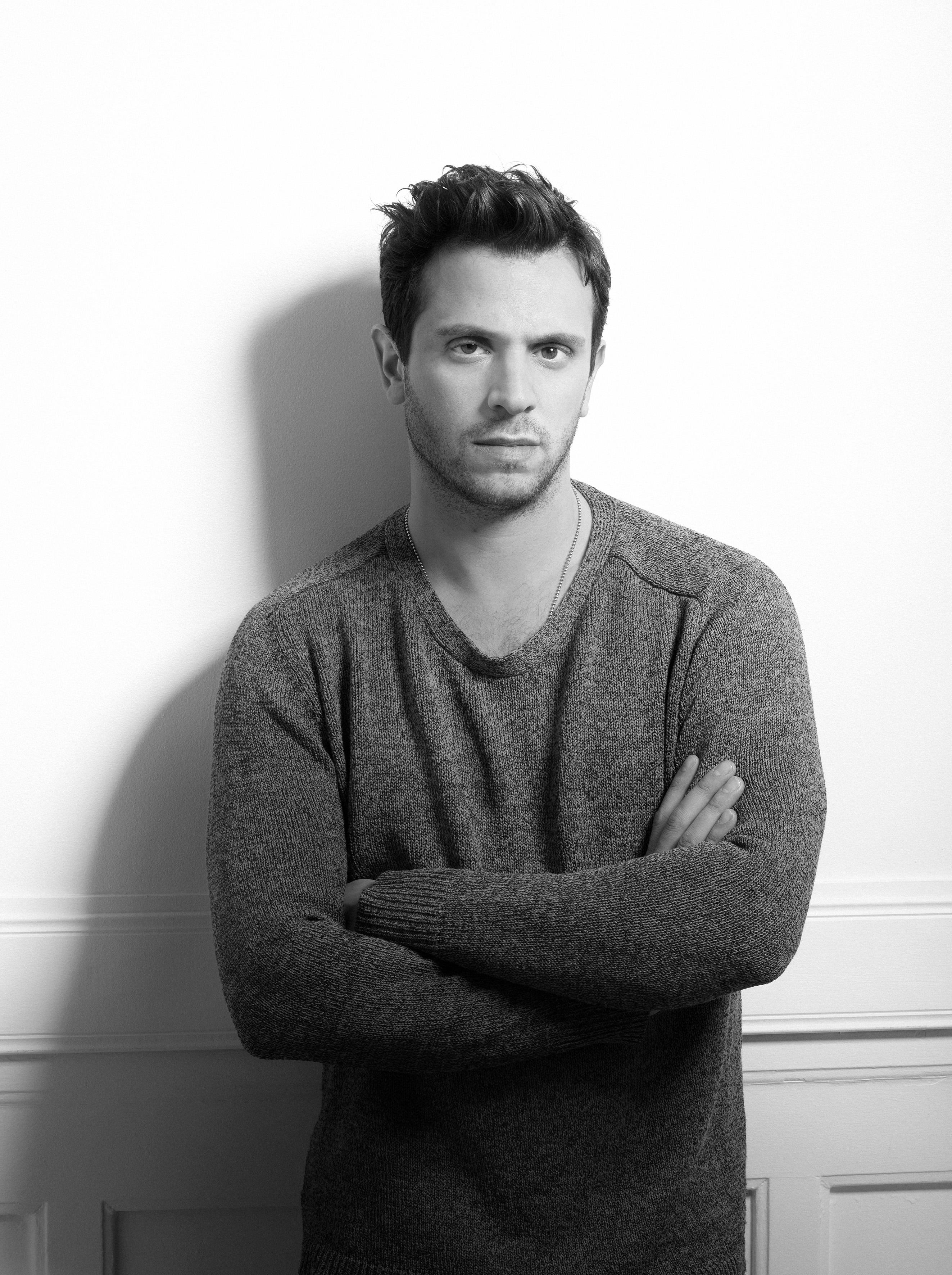
Joel Spira,
geboren op 18 juli

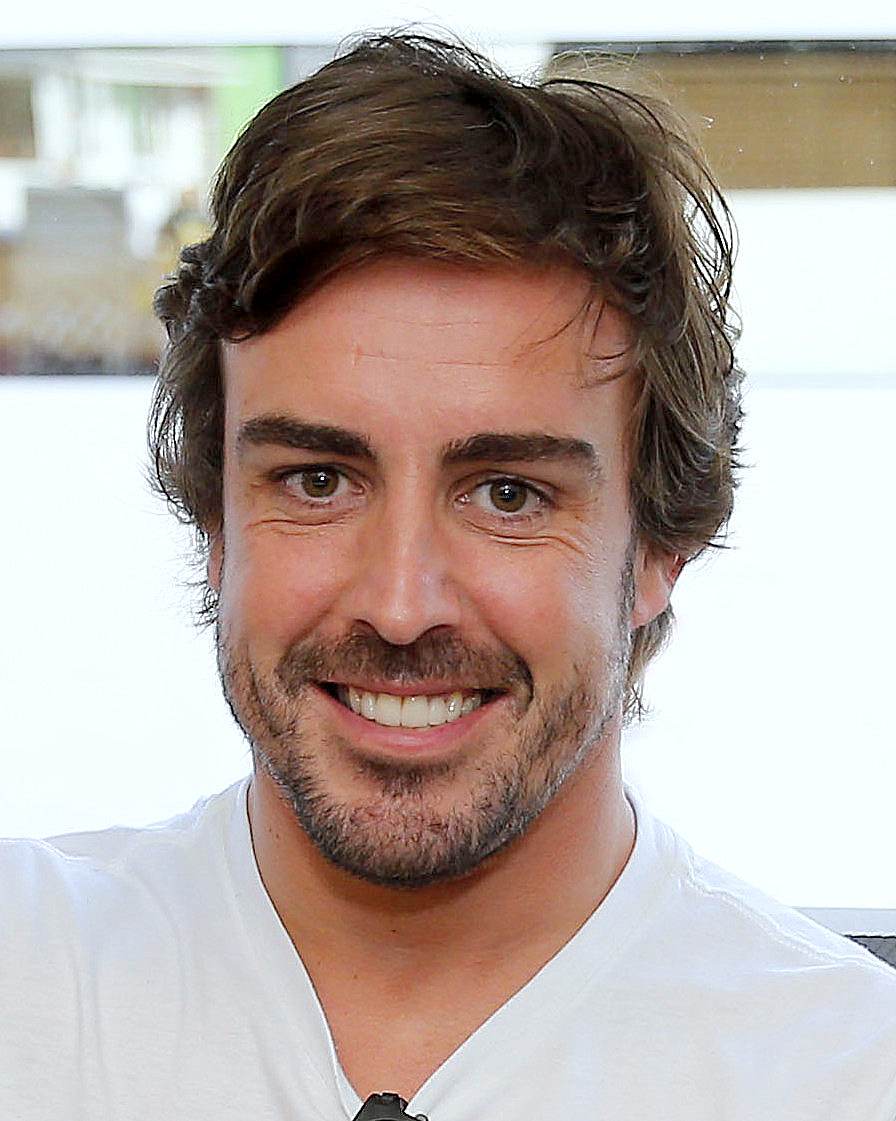
Fernando Alonso,
geboren op 29 juli

- 1 – Flavia Rigamonti, Zwitsers zwemster
- 2 – Sébastien Delferière, Belgisch voetbalscheidsrechter
- 2 – Vladimir Dišljenković, Servisch voetballer
- 2 – Tomass Dukurs, Lets skeletonracer
- 2 – Marc-Antoine Fortuné, Frans voetballer
- 2 – Claude Reiter, Luxemburgs voetballer
- 2 – Gökmen Tanis, Turks schutter die vier Nederlanders vermoordde
- 2 – Zoerab Zviadaoeri, Georgisch judoka
- 3 – Fajah Lourens, Nederlands actrice
- 4 – Gene Bates, Australisch wielrenner
- 4 – Aaron Townsend, Australisch golfer
- 5 – Daniela Merighetti, Italiaans alpineskiester
- 5 – Wim Nieuwkerk, Nederlands duatleet
- 6 – Jelena Kostanić-Tošić, Kroatisch tennisspeelster
- 6 – Yannick Talabardon, Frans wielrenner
- 6 – Takamitsu Tsuji, Japans wielrenner
- 7 – Michael Silberbauer, Deens voetballer
- 8 – Shalane Flanagan, Amerikaans atlete
- 8 – Anastasija Myskina, Russisch tennisspeelster
- 9 – Maurizio Oioli, Italiaans skeletonracer
- 9 – Rutger Smith, Nederlands kogelstoter en discuswerper
- 10 – Giancarlo Serenelli, Venezolaans autocoureur
- 10 – Sjoerd Sjoerdsma, Nederlands politicus
- 11 – Daan Vaesen, Belgisch voetballer
- 12 – Brian Leepel, Nederlands-Antilliaans voetballer
- 12 – Maya Sar, Bosnisch zangeres
- 12 – Abigail Spears, Amerikaans tennisster
- 13 – Nico Blok, Nederlands paralympisch sporter
- 13 – Ágnes Kovács, Hongaars zwemster
- 13 – Mirjam van Mourik, Nederlands presentatrice
- 13 – João Paulo de Oliveira, Braziliaans autocoureur
- 13 – Ineta Radēviča, Lets atlete
- 14 – Ádám Horváth, Hongaars schaker
- 14 – Jelena Lolović, Servisch alpineskiester
- 14 – Milow, Belgisch zanger
- 15 – Lowell Bailey, Amerikaans biatleet
- 15 – Davide Massa, Italiaans voetbalscheidsrechter
- 15 – Peter Odemwingie, Nigeriaans voetballer
- 15 – Sébastien Rosseler, Belgisch wielrenner
- 15 – Marius Stankevičius, Litouws voetballer
- 16 – Vicente Rodríguez, Spaans voetballer
- 17 – Noemi Cantele, Italiaans wielrenster
- 17 – Anthony West, Australisch motorcoureur
- 18 – Michiel Huisman, Nederlands acteur en muzikant
- 18 – Joel Spira, Zweeds acteur
- 18 – Esther Vergeer, Nederlands rolstoeltennisspeelster
- 19 – Antonina Jefremova, Oekraïens atlete
- 20 – Damien Delaney, Iers voetballer
- 21 – Victor Hănescu, Roemeens tennisser
- 21 – Anabelle Langlois, Canadees kunstschaatsster
- 21 – Joaquín Sánchez, Spaans voetballer
- 23 – Jarkko Nieminen, Fins tennisser
- 23 – Tobias Schneider, Duits schaatser
- 24 – Nayib Bukele Ortez, Salvadoraans zakenman en politicus; president sinds 2019
- 24 – Robert de Pauw, Nederlands voetbaltrainer
- 25 – Kizito Mihigo, Rwandees organist en componist (overleden 2020)
- 25 – Patrick Stitzinger, Nederlands atleet
- 26 – Maicon, Braziliaans voetballer
- 27 – Kinga Bán, Nederlands zangeres (overleden 2019)
- 27 – Carol Gattaz, Braziliaans volleybalster
- 27 – Theo Janssen, Nederlands voetballer
- 27 – Pete Reed, Brits roeier
- 27 – Dan Jones, Brits historicus en schrijver
- 28 – Michael Carrick, Engels voetballer
- 28 – Patrick Long, Amerikaans autocoureur
- 28 – Giorgio Sernagiotto, Italiaans autocoureur
- 29 – Fernando Alonso, Spaans autocoureur
- 29 – Heidi Mariën, Belgisch atlete
- 30 – Marlon Boons, Nederlands judoka
- 30 – Ridouane Harroufi, Marokkaans atleet
- 30 – Nicky Hayden, Amerikaans motorcoureur (overleden 2017)
- 30 – Hope Solo, Amerikaans voetbaldoelvrouw

### augustus
- 1 – Wendy Dubbeld, Nederlands fotomodel en presentatrice
- 1 – Li Haonan, Chinees shorttracker
- 2 – Sara Foster, Canadees-Amerikaans actrice
- 4 – Malchaz Asatiani, Georgisch voetballer
- 4 – Erica Carlson, Zweeds actrice
- 4 – Ismael Fuentes, Chileens voetballer
- 4 – Benjamin Lauth, Duits voetballer
- 4 – Manuel Lloret, Spaans wielrenner
- 4 – Meghan Markle, Amerikaans actrice
- 4 – Florian Silbereisen, Duits zanger en presentator
- 5 – Dejene Guta, Ethiopisch atleet
- 5 – Paul Jans, Nederlands voetballer
- 6 – Lucie Décosse, Frans judoka
- 6 – Wang Fei, Chinees beachvolleyballer
- 7 – Seydou Badjan Kanté, Ivoriaans voetballer
- 7 – Hans Dekkers, Nederlands wielrenner
- 7 – Marieke van Ottele, Nederlands voetbalster
- 8 – Roger Federer, Zwitsers tennisser
- 9 – Roland Linz, Oostenrijks voetballer
- 9 – Katsuyuki Nakasuga, Japans motorcoureur
- 10 – Dyanne Bito, Nederlands voetbalster
- 10 – Guillaume Elmont, Nederlands judoka
- 11 – Danai Udomchoke, Thaise tennisser
- 12 – Djibril Cissé, Frans voetballer
- 12 – Jens Renders, Belgisch wielrenner
- 12 – Roy de Ruiter, Nederlands militair
- 13 – Dirk Gotink, Nederlands (euro)politicus (CDA; NSC)
- 14 – Jesper Håkansson, Deens voetballer
- 14 – Kofi Kingston, Ghanees professioneel worstelaar
- 14 – Scott Lipsky, Amerikaans tennisser
- 14 – Ali Palabıyık, Turks voetbalscheidsrechter
- 14 – Kebede Tekeste, Ethiopisch atleet
- 15 – Adam Craig, Amerikaans mountainbiker
- 15 – Hannu Haarala, Fins voetballer
- 15 – Brendan Hansen, Amerikaans zwemmer
- 15 – Johan van der Veen, Nederlands zanger
- 15 – Silvan Zurbriggen, Zwitsers skiër
- 15 – Christina Zurhausen, Duits jazzmusicus
- 15 – Ralf Zwitser, Nederlands marathonschaatser
- 16 – Denis Gremelmayr, Duits tennisser
- 16 – Leevan Sands, Bahamaans atleet
- 16 – Roque Santa Cruz, Paraguayaans voetballer
- 18 – Jan Frodeno, Duits triatleet
- 18 – Nicolas Prost, Frans autocoureur
- 18 – Memo Rojas, Mexicaans autocoureur
- 19 – Jan Hudec, Canadees alpineskiër
- 20 – Artur Kotenko, Estisch voetballer
- 21 – Jarrod Lyle, Australisch golfer (overleden 2018)
- 21 – Tabea Reulecke, Duits edelsmid en sieradenontwerper
- 22 – Guus Janssen, Nederlands atleet
- 22 – Nancy Langat – Keniaans atleet
- 22 – Christina Obergföll, Duits atlete
- 24 – Chad Michael Murray, Amerikaans acteur
- 24 – Goran Šukalo, Sloveens voetballer
- 25 – Rachel Bilson, Amerikaans actrice
- 25 – Camille Pin, Frans tennisspeelster
- 26 – Paul Mitchell, Engels voetballer en sportbestuurder
- 28 – Daniel Gygax, Zwitsers voetballer
- 29 – Émilie Dequenne, Belgisch actrice (overleden 2025)
- 29 – Hugues Duboscq, Frans zwemmer
- 29 – Geneviève Jeanson, Canadees wielrenster
- 29 – Rob Reckers, Nederlands hockeyer
- 30 – Anaysi Hernández, Cubaans judoka
- 30 – Tomasz Majewski, Pools atleet
- 30 – Franklin Salas, Ecuadoraans voetballer
- 30 – Krijn Van Koolwijk, Belgisch atleet
- 31 – Örn Arnarson, IJslands zwemmer
- 31 – Sander Kok, Nederlands schrijver en model

### september

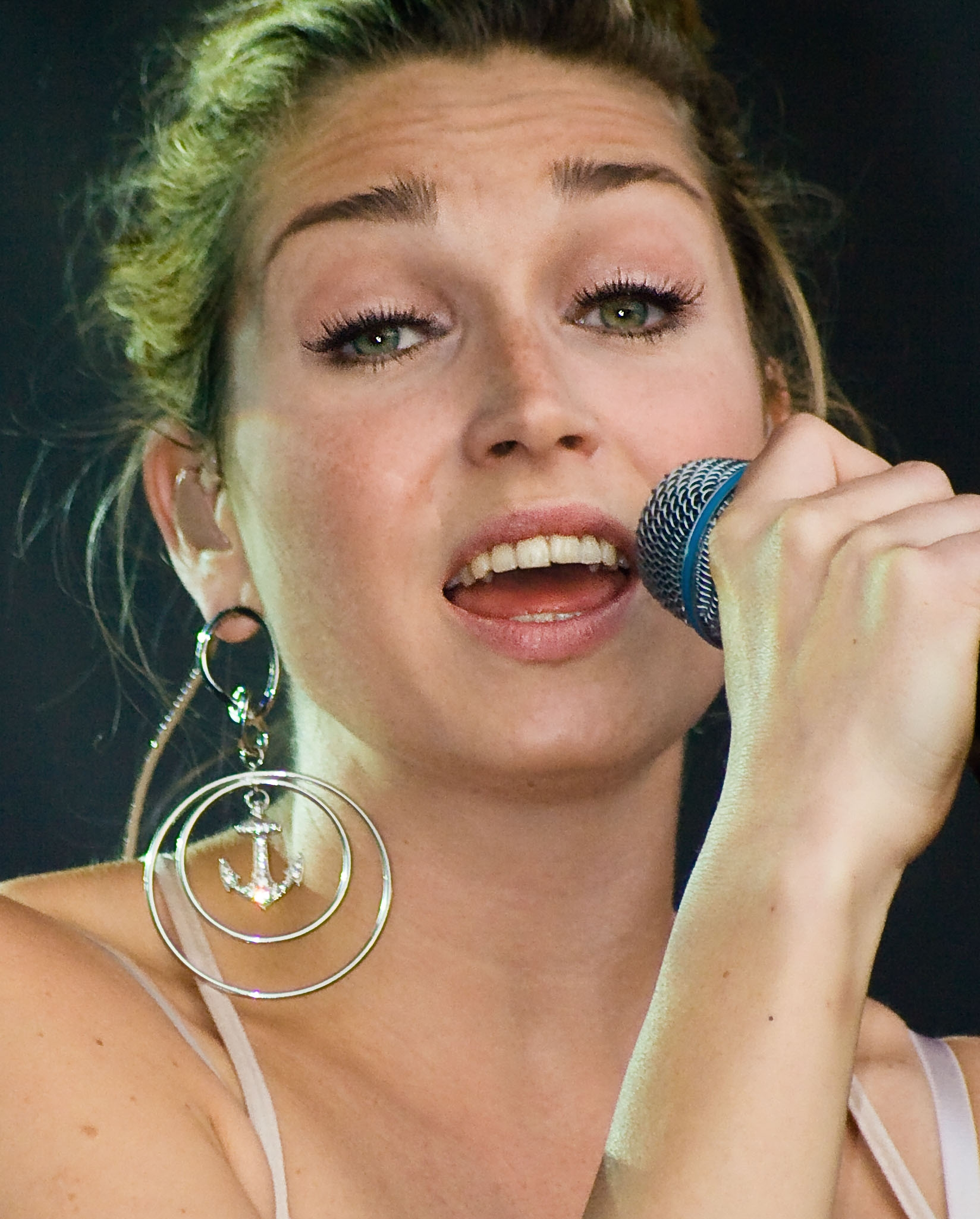
Do,
geboren op 7 september

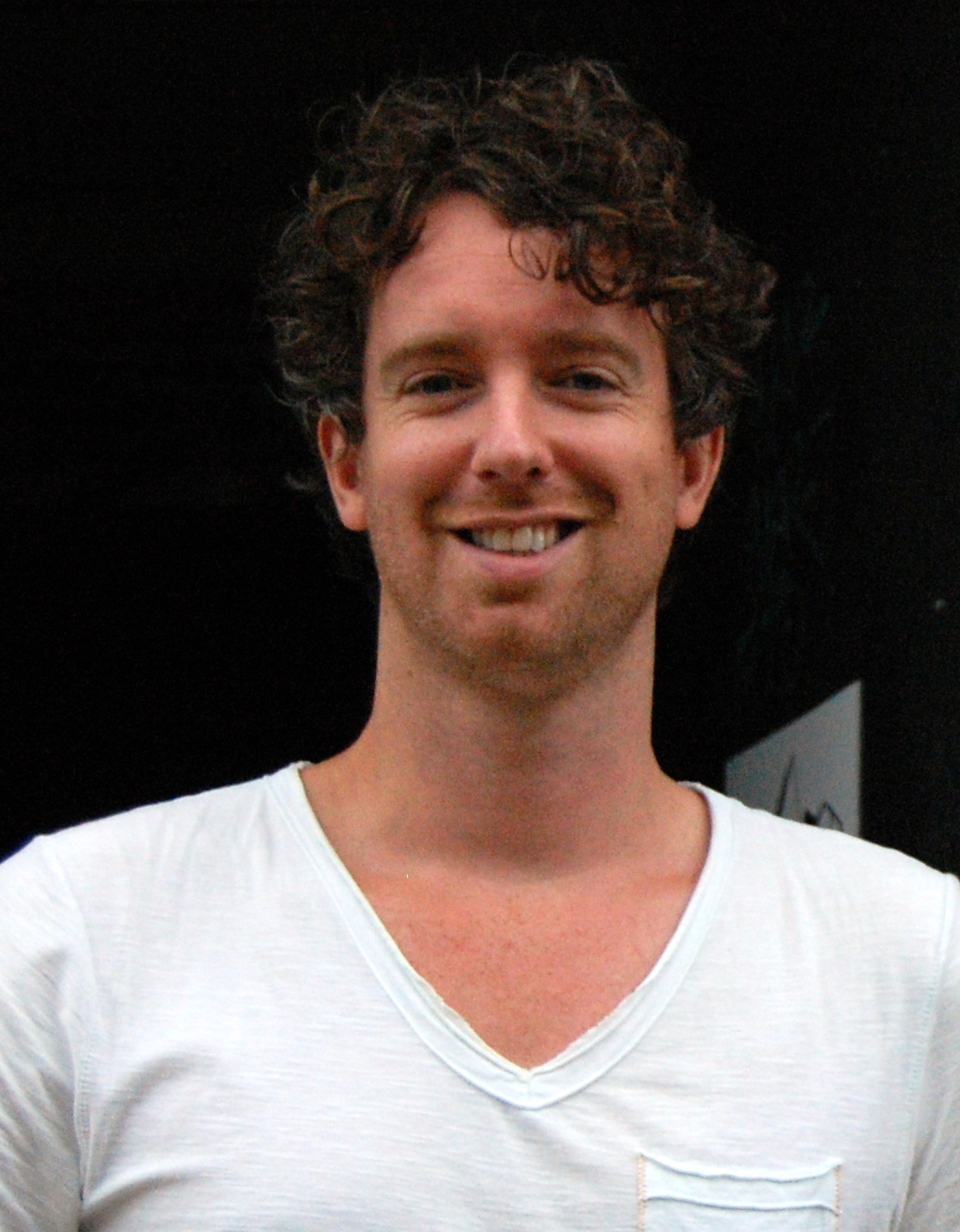
Niels van der Laan,
geboren op 15 september

- 2 – Bart Dockx, Belgisch wielrenner
- 3 – Jevgenija Brik, Russisch actrice (overleden 2022)
- 3 – Bracha van Doesburgh, Nederlands actrice en kledingontwerpster
- 4 – Beyoncé, Amerikaans zangeres
- 4 – Pavel Sofin, Russisch atleet
- 5 – Bruno Neves, Portugees wielrenner (overleden 2008)
- 6 – Søren Larsen, Deens voetballer
- 6 – Heather Vandeven, Amerikaans model en actrice
- 7 – Do (Dominique van Hulst), Nederlands zangeres en presentatrice
- 7 – Athena Karkanis, Canadees actrice
- 7 – Eyerusalem Kuma, Ethiopisch atlete
- 8 – Mireille Baart, Nederlands atlete
- 8 – Frank Dane, Nederlands dj
- 8 – Zihni Özdil, Turks-Nederlands historicus en politicus
- 8 – Morten Gamst Pedersen, Noors voetballer
- 9 – Markus Fothen, Duits wielrenner
- 10 – Filippo Pozzato, Italiaans wielrenner
- 11 – Andrea Dossena, Italiaans voetballer
- 12 – Arata Fujiwara, Japans atleet
- 12 – Jennifer Hudson, Amerikaans actrice en zangeres
- 12 – Greg Nixon, Amerikaans atleet
- 13 – Angelo Diop, alias Rotjoch, Nederlands presentator en rapper
- 13 – Koldo Fernández, Spaans wielrenner
- 14 – Martin Gould, Engels snookerspeler
- 15 – Niels van der Laan, Nederlands cabaretier en programmamaker
- 15 – Dave Mantel, Nederlands acteur, model en fotograaf (overleden 2018)
- 15 – Hanneke de Zoete, Nederlands kinderboekenschrijfster
- 16 – Alexis Bledel, Amerikaans actrice en model
- 16 – LaVerne Jones-Ferrette, atlete uit de Amerikaanse Maagdeneilanden
- 16 – Alexandra do Nascimento, Braziliaans handbalster
- 16 – Tuomas Nieminen, Fins schaatser
- 18 – Kunie Kitamoto, Japans voetballer/legende
- 18 – David Lafata, Tsjechisch voetballer
- 19 – Damiano Cunego, Italiaans wielrenner
- 20 – Feliciano López, Spaans tennisser
- 21 – Martijn Buijsse, Nederlands politicus
- 21 – Mikko Rahkamaa, Fins voetballer
- 21 – Nicole Richie, Amerikaans actrice
- 23 – Robert Doornbos, Nederlands autocoureur
- 23 – Natalie Horler, Duits zangeres
- 23 – Helen Richardson, Brits hockeyster
- 24 – Brian Vandenbussche, Belgisch voetballer
- 25 – Van Hansis, Amerikaans acteur
- 25 – Bouke Scholten, Nederlands zanger
- 26 – Christina Milian, Amerikaans zangeres en actrice
- 26 – Jaime Penedo, Panamees voetballer
- 26 – Klaas Veering, Nederlands hockeyer
- 26 – Serena Williams, Amerikaans tennisspeelster
- 27 – Dragomir Draganov, Bulgaars voetbalscheidsrechter
- 27 – Guus Hoogmoed, Nederlands atleet
- 28 – Carlos Coloma, Spaans mountainbiker
- 28 – Jorge Guagua, Ecuadoraans voetballer
- 28 – Loïc Loval, Frans voetballer
- 29 – Shane Smeltz, Nieuw-Zeelands voetballer
- 29 – Jo Vermast, Belgisch voetballer
- 30 – Kristina Barrois, Duits tennisspeelster
- 30 – Noura Ghazi, Syrisch advocaat en mensenrechtenactivist
- 30 – Igor Koenitsyn, Russisch tennisser
- 30 – Victor Ordóñez, Spaans autocoureur

### oktober

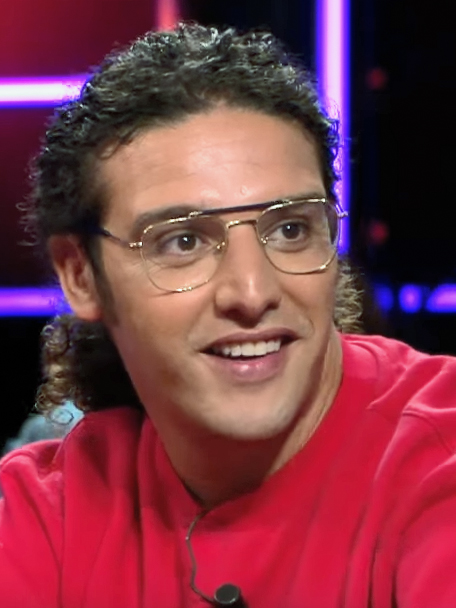
Ali B,
geboren op 16 oktober

- 1 – Júlio Baptista, Braziliaans voetballer
- 1 – Roxane Mesquida, Frans actrice
- 1 – Charlie van den Ouweland, Nederlands voetballer
- 2 – Santi Kolk, Nederlands voetballer
- 2 – Luke Wilkshire, Australisch voetballer
- 3 – Sylwia Bogacka, Pools schutter
- 3 – Zlatan Ibrahimović, Zweeds voetballer
- 3 – Leïla Slimani, Frans-Marokkaans journaliste en schrijfster
- 5 – Enrico Fabris, Italiaans schaatser
- 6 – Chiharu Icho, Japans worstelaar
- 7 – Tess Goossens, Belgisch omroepster
- 7 – Jelena Jensen, Amerikaans model en pornoactrice
- 7 – Geoffrey Mutai, Keniaans atleet
- 8 – Paul Baeten Gronda, Belgisch schrijver
- 8 – Harvey Monte, Nederlands honkballer
- 8 – Patrick Pilet, Frans autocoureur
- 9 – Filippo Pozzato, Italiaans wielrenner
- 9 – Urška Žolnir, Sloveens judoka
- 11 – Samantha Arsenault, Amerikaans zwemster
- 11 – Ayad Lamdassem, Marokkaans/Spaans atleet
- 12 – Paul Givan, Noord-Iers politicus
- 12 – Winston Parks, Costa Ricaans voetballer
- 12 – Sun Tiantian, Chinees tennisspeelster
- 13 – Tim Clerbout, Belgisch atleet
- 13 – Lazar Lukić, Servische voetbalscheidsrechter
- 14 – Carolina Ruiz Castillo, Spaans alpineskiester
- 15 – Jelena Dementjeva, Russisch tennisspeelster
- 16 – Ali B, Nederlands-Marokkaans rapper
- 16 – Gregory Sedoc, Nederlands atleet
- 16 – Mark Visser, Nederlands radio- en televisiepresentator, journaallezer
- 17 – Tarnee White, Australisch zwemster
- 19 – Kate Hornsey, Australisch roeister
- 21 – Ron Meyer, Nederlands vakbondsman en politicus
- 21 – David Siradze, Georgisch voetballer
- 22 – Olivier Pla, Frans autocoureur
- 26 – Lorenzo Lanzi, Italiaans motorcoureur
- 26 – Guy Sebastian, Australisch zanger
- 26 – Daniël Perez, Nederlands bocciaspeler
- 27 – Justin Rain, Canadees acteur
- 27 – Kristi Richards, Canadees freestyleskiër
- 28 – Milan Baroš, Tsjechisch voetballer
- 28 – Cheung Yuk, Hongkongs tafeltennisser
- 29 – Amanda Beard, Amerikaans zwemster
- 30 – Muna Lee, Amerikaans atlete
- 30 – Rubén Pérez, Spaans wielrenner
- 30 – Ivanka Trump, Amerikaans model en onderneemster
- 31 – Frank Iero, Amerikaans gitarist
- 31 – David Loria, Kazachs voetballer
- 31 – Roeslan Valjejev, Oekraïens voetballer

### november
- 1 – Tommy Karevik, Zweeds zanger

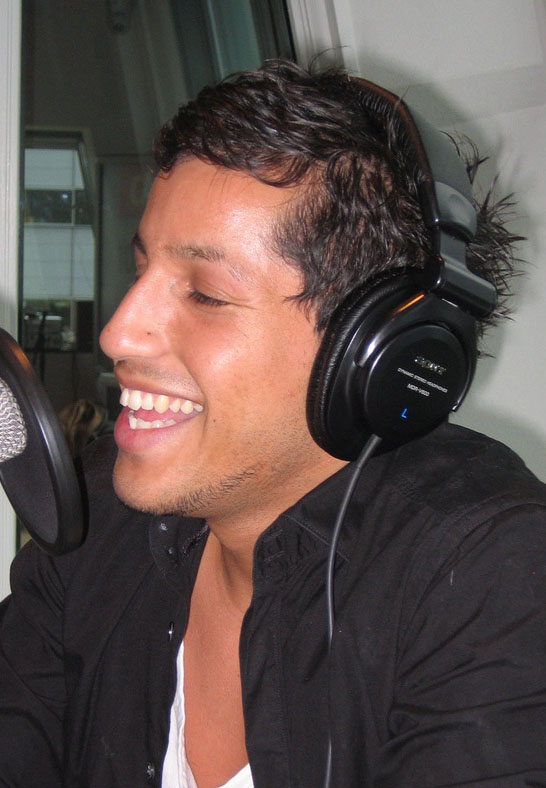
Jody Bernal,
geboren op 12 november

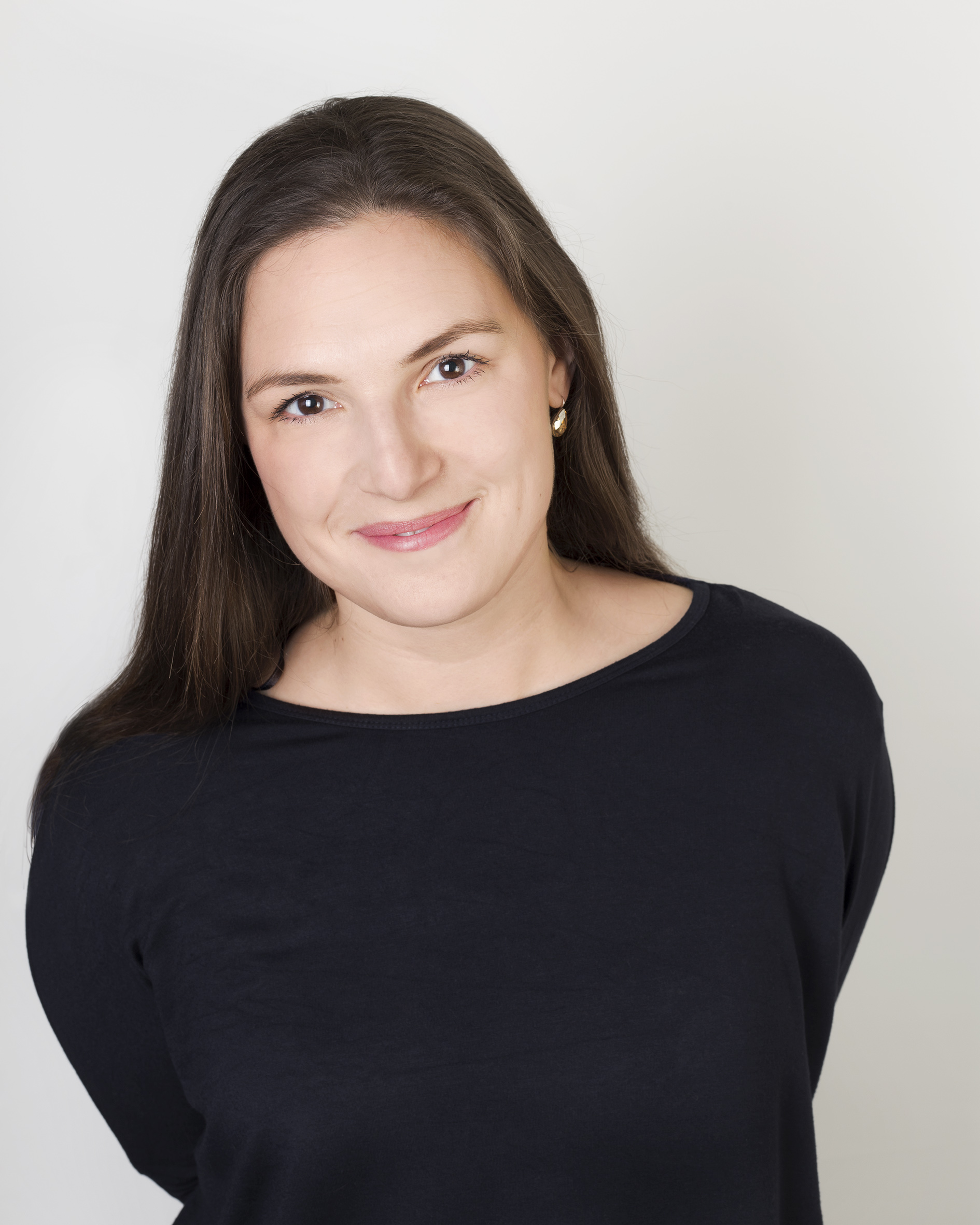
Sandra Stojiljkovic,
geboren op 19 november

- 2 – Katharine Isabelle, Canadees actrice
- 2 – Miroslav Opsenica, Servisch voetballer (overleden 2011)
- 2 – Garrett Peltonen, Amerikaans wielrenner
- 2 – Lisa Westerhof, Nederlands zeilster
- 3 – Jermaine Jones, Duits-Amerikaans voetballer
- 3 – Diego López, Spaans voetballer
- 3 – Sten Pentus, Estisch autocoureur
- 3 – Bobbie Traksel, Nederlands wielrenner
- 4 – Martina Strutz, Duits atlete
- 8 – Jéssica Augusto, Portugees atlete
- 8 – Azura Skye, Amerikaans actrice
- 9 – Arto Saari, Fins skateboarder
- 9 – Gauthier de Tessières, Frans alpineskiër
- 10 – Paul Kipsiele Koech, Keniaans atleet
- 11 – Willem van Luxemburg, Erfgroothertog van Luxemburg
- 12 – Jody Bernal, Nederlands zanger
- 12 – Hirokatsu Tayama, Japans triatleet
- 13 – Bas Vervaeke, Belgisch voetballer
- 16 – Bart Jan Cune, Nederlands nieuwslezer en presentator
- 16 – Gregoor van Dijk, Nederlands voetballer
- 16 – Lisa Westerveld, Nederlands vakbondsbestuurder en politica
- 17 – Sarah Harding, Brits zangeres, model en actrice (overleden 2021)
- 17 – Alexander Harkam, Oostenrijks voetbalscheidsrechter
- 17 – Maud Mulder, Nederlands zangeres
- 17 – Bojana Novaković, Servisch actrice
- 17 – Nadie Reyhani, Nederlands zangeres en songwriter
- 18 – Tate Smith, Australisch kanovaarder
- 19 – Tarek Boukensa, Algerijns atleet
- 19 – Jan Broekema, Nederlands politicus
- 19 – Reginald Faria, Nederlands voetballer
- 19 – André Lotterer, Duits autocoureur
- 19 – Kimberley Smith, Nieuw-Zeelands atlete
- 19 – Sandra Stojiljkovic, Zweeds actrice
- 19 – Yfke Sturm, Nederlands fotomodel
- 20 – Joeko Kavagoeti, Japans-Russisch kunstschaatsster
- 21 – Werknesh Kidane, Ethiopisch atlete
- 22 – Seweryn Gancarczyk, Pools voetballer
- 22 – Stefan Mücke, Duits autocoureur
- 23 – Stefan Groothuis, Nederlands langebaanschaatser
- 24 – Mads Rasmussen, Deens roeier
- 25 – Xabi Alonso, Spaans voetballer
- 26 – Stephan Andersen, Deens voetballer
- 26 – Natasha Bedingfield, Brits zangeres
- 26 – Aurora Snow, Amerikaans pornoactrice
- 26 – Brian Tevreden, Nederlands voetballer
- 28 – Roel Brouwers, Nederlands voetballer
- 28 – Ludwig Paischer, Oostenrijks judoka
- 29 – Rens Dekkers, Nederlands atleet
- 30 – Otto Fredrikson, Fins voetballer
- 30 – Laurent Fressinet, Frans schaker

### december

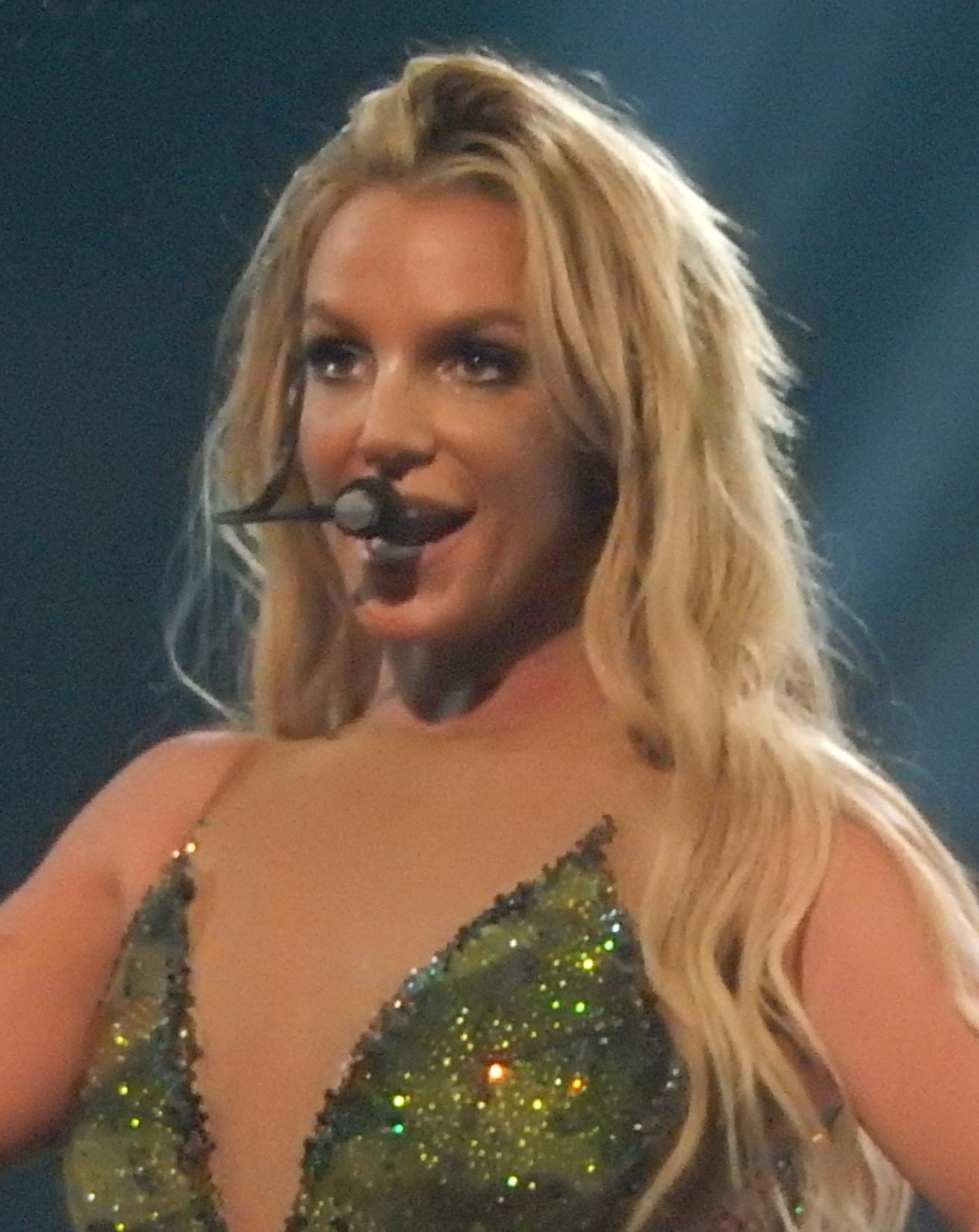
Britney Spears,
geboren op 2 december

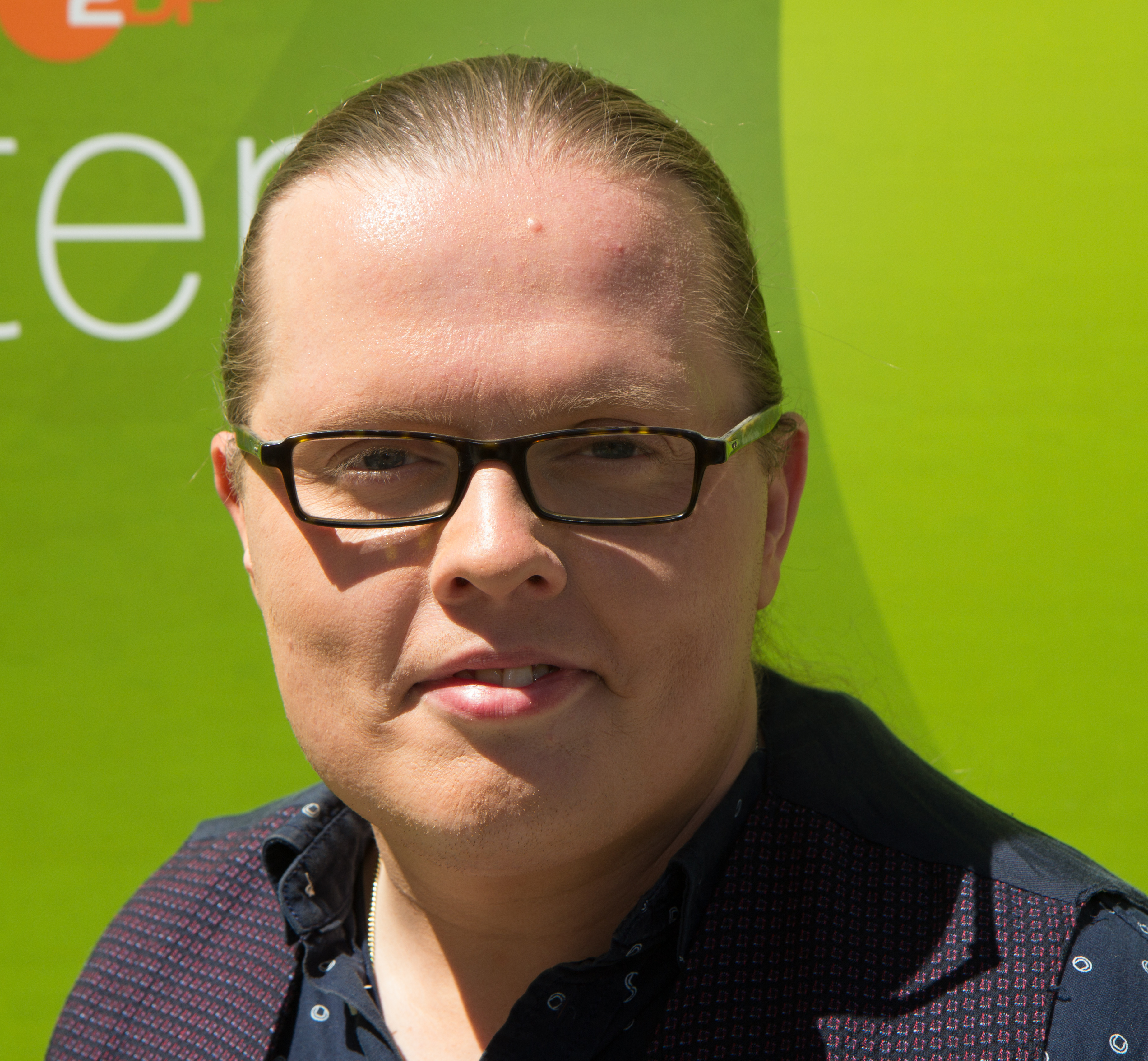
Angelo Kelly,
geboren op 23 december

- 1 – Flomena Chepchirchir, Keniaans atlete
- 2 – Aleksandr Jefimkin, Russisch wielrenner
- 2 – Vladimir Jefimkin, Russisch wielrenner
- 2 – Danijel Pranjić, Kroatisch voetballer
- 2 – Britney Spears, Amerikaans zangeres
- 3 – Choi Heung-chul, Zuid-Koreaans schansspringer
- 3 – Michel Tielbeke, Nederlands paralympisch sporter
- 4 – Matija Kvasina, Kroatisch wielrenner
- 4 – Brian Vandborg, Deens wielrenner
- 5 – Adan Canto, Mexicaans acteur (overleden 2024)
- 6 – Beth Allen, Amerikaans golfer
- 6 – Federico Balzaretti, Italiaans voetballer
- 6 – Wei Yanan, Chinees atlete
- 7 – Frédérique Ankoné, Nederlands schaatsster
- 8 – David Martínez, Mexicaans autocoureur
- 10 – Ján Ďurica, Slowaaks voetballer
- 10 – Sanel Jahić, Bosnisch voetballer
- 10 – Fábio Rochemback, Braziliaans voetballer
- 11 – Javier Saviola, Argentijns voetballer
- 12 – Jeret Peterson, Amerikaans freestyleskiër (overleden 2011)
- 14 – Liam Lawrence, Iers voetballer
- 15 – Elyaniv Barda, Israëlisch voetballer
- 15 – Michelle Dockery, Brits actrice
- 15 – Hossam Ghaly, Egyptisch voetballer
- 15 – Roman Pavljoetsjenko, Russisch voetballer
- 16 – Alphonse Leweck, Luxemburgs voetballer
- 16 – Nick van der Velden, Nederlands voetballer
- 17 – Miek van Geenhuizen, Nederlands hockeyster
- 20 – Julien Benneteau, Frans tennisser
- 20 – Soundos El Ahmadi, Nederlands comédienne en presentatrice
- 20 – Melanie Scrofano, Canadees actrice
- 21 – Dima Bilan, Russisch zanger
- 21 – Cristian Zaccardo, Italiaans voetballer
- 22 – Juan Carlos Rojas, Costa Ricaans wielrenner
- 23 – Angelo Kelly, Iers-Amerikaans muzikant en zanger
- 24 – Justice Christopher, Nigeriaans voetballer (overleden 2022)
- 24 – Broc Parkes, Australisch motorcoureur
- 27 – Moise Joseph, Haïtiaans atleet
- 28 – Khalid Boulahrouz, Nederlands voetballer
- 28 – Alexa May, Oekraïens pornoactrice
- 28 – Sienna Miller, Brits actrice en model
- 28 – Mika Väyrynen, Fins voetballer
- 29 – Shizuka Arakawa, Japans kunstrijdster
- 29 – Gerard van der Linden, Nederlands roeier
- 29 – Anna Woltz, Nederlands journaliste en kinderboekenschrijfster
- 30 – Haley Paige, Mexicaans-Amerikaans pornoactrice (overleden 2007)
- 31 – Ebu Jones, Surinaams diplomaat
- 31 – Louise Monot, Frans actrice

### datum onbekend
- Anita Abaisa, Surinaams-Nederlands activiste
- Daniel Cheribo, Keniaans atleet
- Anne Eekhout, Nederlands schrijfster
- Lucky Fonz III, Nederlands singer-songwriter
- Liam Garrigan, Engels acteur
- Maurice Trouwborst, Nederlands regisseur

## Weerextremen in België
- maart: Deze maart geen sneeuw in Ukkel.
- maart: Maart met hoogste gemiddelde dampdruk: 9,6 hPa (normaal 7,3 hPa).
- maart: Maart met hoogste gemiddelde minimumtemperatuur: 6,4 °C (normaal 2,2 °C).
- 9 juli: In 2 uur tijd 65 mm neerslag in Geel.
- 6 augustus: In één dag 109 mm neerslag in Brugge.
- 6 augustus: Tornado veroorzaakt schade in de streek tussen Liedekerke en Teralfene (Affligem).
- 10 november: Tijdens de laatste drie dagen overal vorst: tot –8,0 °C.
- Jaarrecord: Somberste jaar van de eeuw: 1223 uur zonneschijn in Ukkel (normaal: 1554 uur). Andere somberste jaren van de eeuw zijn, in volgorde, 1978, 1987, 1988 en 1998.[1]